# マツダ・RX-7
RX-7（アールエックス-セブン）は、マツダがかつて製造していたロータリーエンジン搭載のスポーツカーである。

## 概要
マツダ・サバンナクーペの後継として、サバンナRX-7（SAVANNA RX-7）の名で1978年3月に発売された。1991年に行われた2度目のフルモデルチェンジを機に、マツダが当時展開していたアンフィニブランドからの発売となり、名称がアンフィニ・RX-7（εfini・RX-7）へ変更されたが、1997年10月のアンフィニブランドの廃止で再びマツダブランドに戻されている。2002年8月、自動車排出ガス規制の強化を受けて生産を終了。累計生産台数は81万台。
3代ともリトラクタブル・ヘッドライトを採用しており、FD型は日本車で最後までリトラクタブル・ヘッドライトを装備した車種となった。
2004年、米国のスポーツカー専門誌スポーツカー・インターナショナルが選出したベスト・スポーツカー1990年代部門でFD型が第10位に、また同1970年代部門でSA22C型が第7位を獲得している。徳大寺有恒はFC型について「耐久性はポルシェにはかなわないが、その他の性能ではRX-7のできは上々で、総合点ではポルシェ944を凌ぐ」と評された。
販売店系列はマツダオート店→マツダアンフィニ店の専売モデルだったが、モデル末期にはユーノス店が統合されたマツダアンフィニ店とマツダ店で販売された。

## 初代 SA22C（FB3S）型（1978年 - 1985年）
1978年3月30日に発表された。車両型式はSA22C、開発コードはX605。プラットフォームはマツダ・SAプラットフォームを採用している。
0-400 mが15.8秒というタイムは、排ガス規制以前に日産・フェアレディ240ZGが記録した水準に戻っており、日本車としては高性能であった。福野礼一郎は「軽い速い低い、それは確かに間違いありませんでしたがついでに何ともすべてが軽々しく薄っぺらで安っぽい感じ」「足回りもブレーキもスポーツカーとしてはちょっと脆弱」と書いているが、基本構成に関しては「初代RX-7、いいパッケージです」「いつかマツダがもう一回RX-7のモデルチェンジをやる日がくるなら、なんともぜひこういうパッケージに戻してもらいたいですね」と評価している。
スポーティな感覚を手軽な費用で手に入れられるとして、アメリカではダットサン・240Z（S30）などとともに「プアマンズ・ポルシェ」（貧乏人のポルシェ）と呼ばれた。
1980年に外観のマイナーチェンジを実施し、テールランプとフロントスカートのデザイン変更によってCd値0.34を達成した。
1982年には6PIエンジンに変更され、10モード燃費は10.2 km/Lを達成した。
1983年のマイナーチェンジで、ホイールハブのボルトピッチ（PCD）が同業他社の後輪駆動車と同様に改められ、4穴PCD 110 mmの特殊形状から一般的な4穴PCD 114.3 mmに変更された。また、北米仕様車では新たにVINコードの型式名を採用したため、FB3Sの呼称を用いるようになった。

### エンジン
基本は単室容積573 cc×2の12A型水冷2ローターエンジンを搭載。当初は自然吸気（NA）仕様のみであったが、1983年のマイナーチェンジで日本仕様のみターボ仕様が追加された。海外では、1984年 - 1985年にかけて13B型 EGI NA仕様搭載車が販売されている。
折からのオイルショックの影響を受け、排気ガス規制対応としてREAPSと呼ばれる排気ガスを再燃焼させるサーマルリアクター方式を採用し、従来に比べて40%の燃費向上を達成した。その後、1979年には燃費対応のため希薄燃焼型の触媒方式に変更されている。1982年以降のNA仕様の形式名は12A-6PIで、後年のRX-8タイプSと同一となる6PIが採用されている。
スペック面では、NA仕様は130 PS @ 7,000 rpm、最大トルク16.5 kgf･m @ 4,000 rpm、パワーウェイトレシオ7.6 - 7.8 kg/PS。ターボ仕様は165 PSを発生する。NA仕様は4バレルのダウンドドラフトキャブレタを1基使用し、ターボ仕様はEGIを使用した。

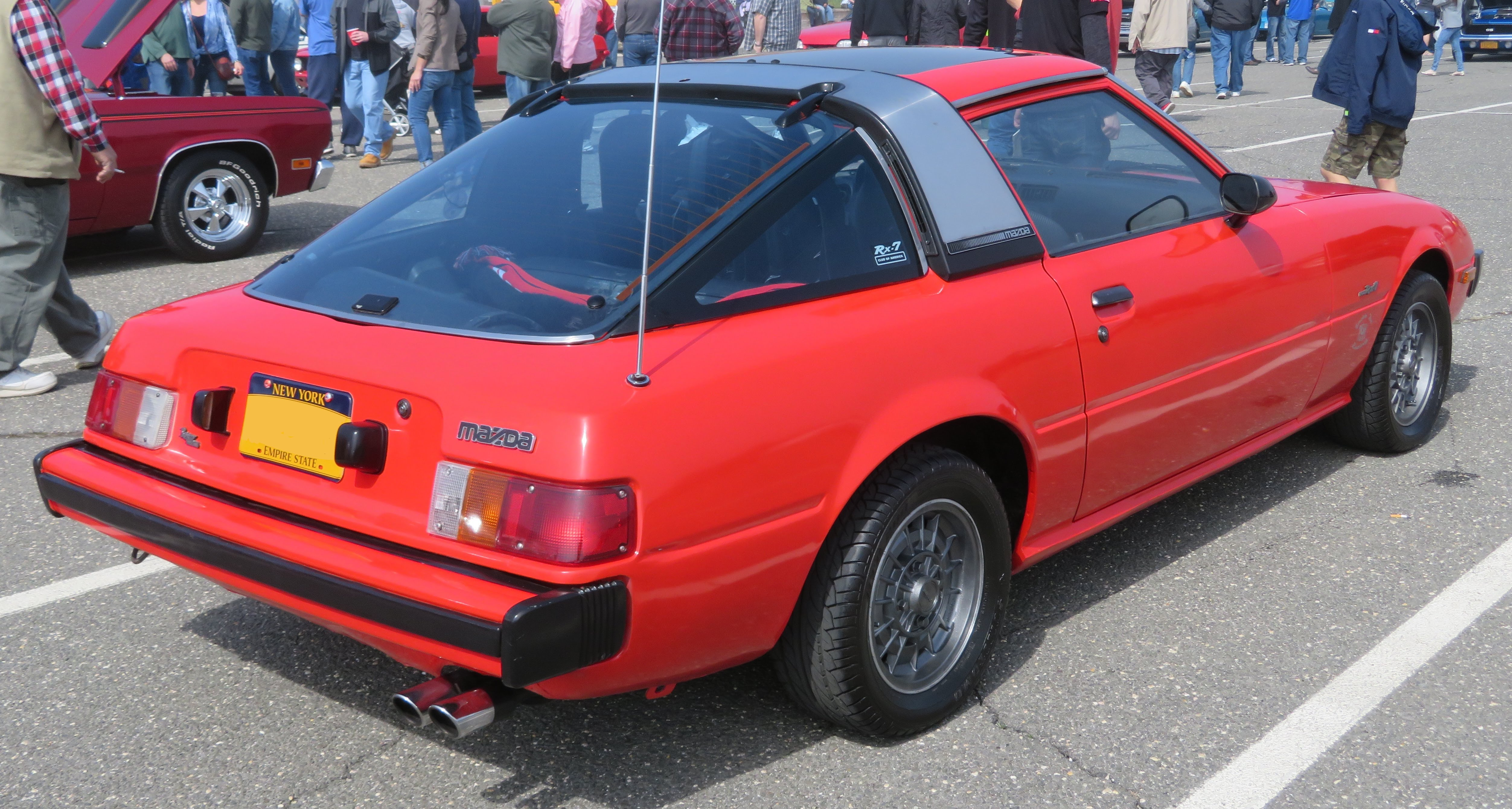
1979年式前期型リア
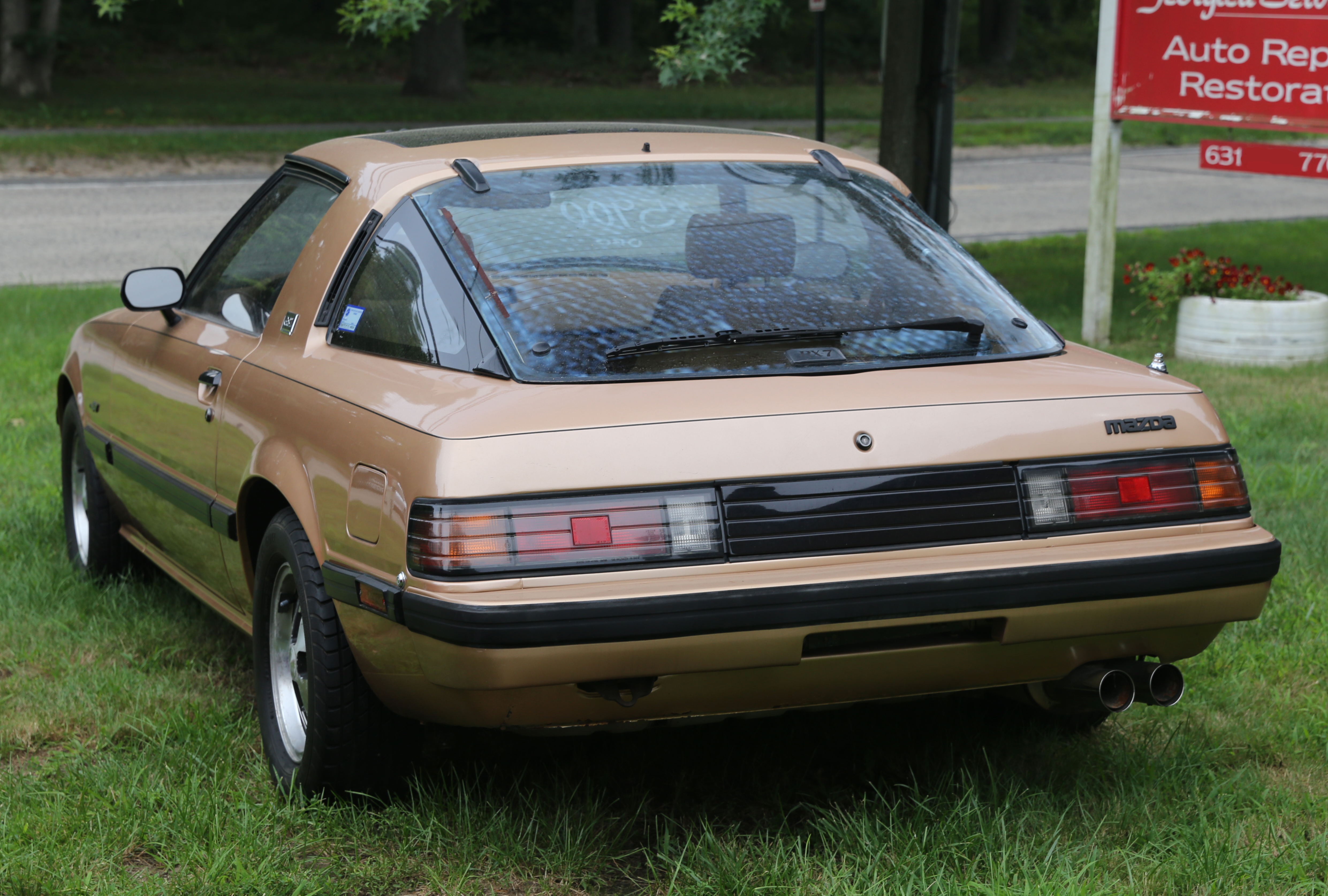
1983年式後期型リア

### RX-7 Evo グループBワークス
マツダ・ラリー・チーム・ヨーロッパは、世界ラリー選手権（1982年 - 1986年）グループBのカテゴリーに参戦するための車両として、初代RX-7を改造してRX-7 Evo グループBワークスを製作。しかし、1986年をもってグループBカテゴリーが消滅することが決定したため、製造台数は7台にとどまった。
ラリー参戦車両は、その後323 4WDが引き継いで使用された。

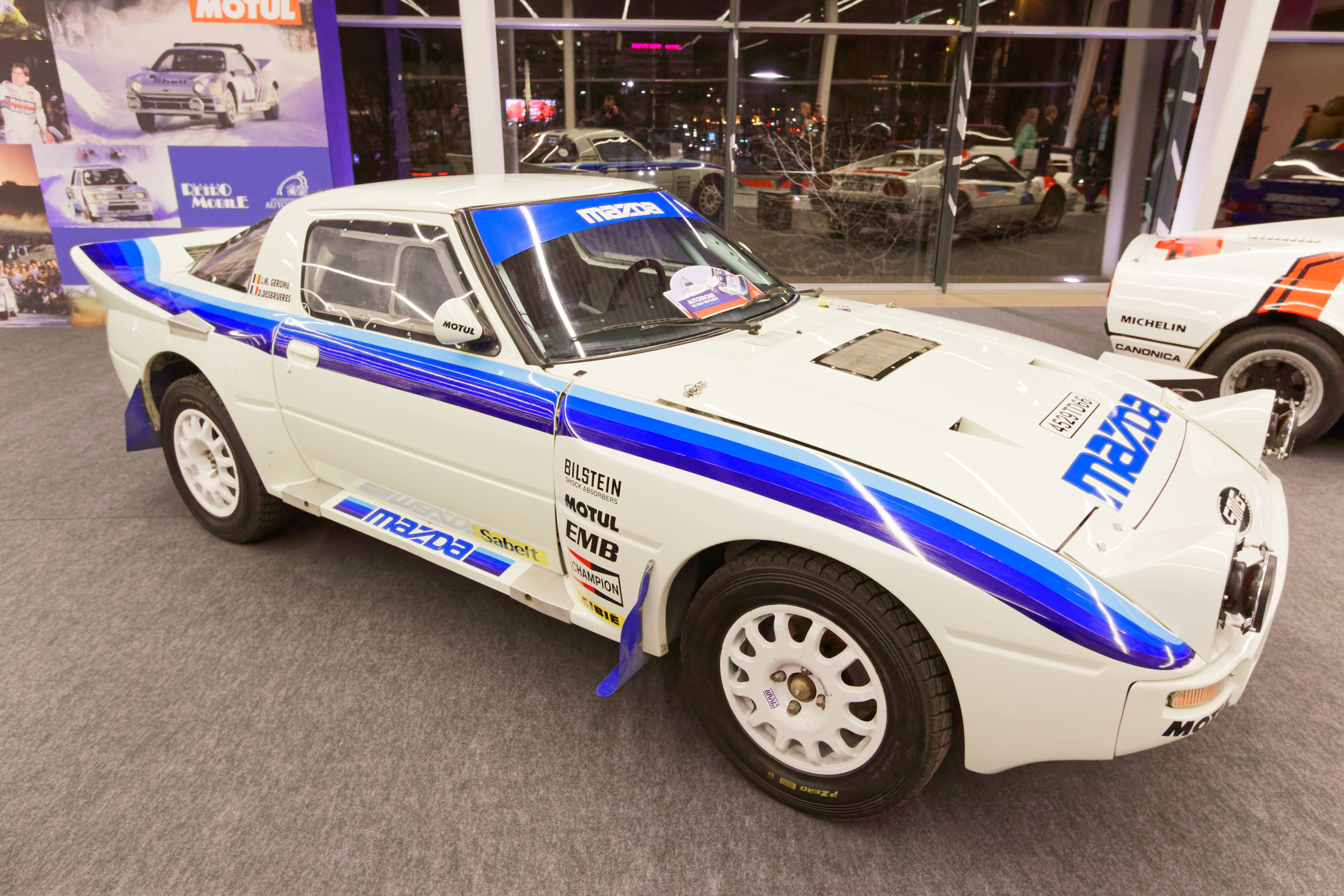
RX-7 Evo グループBワークス
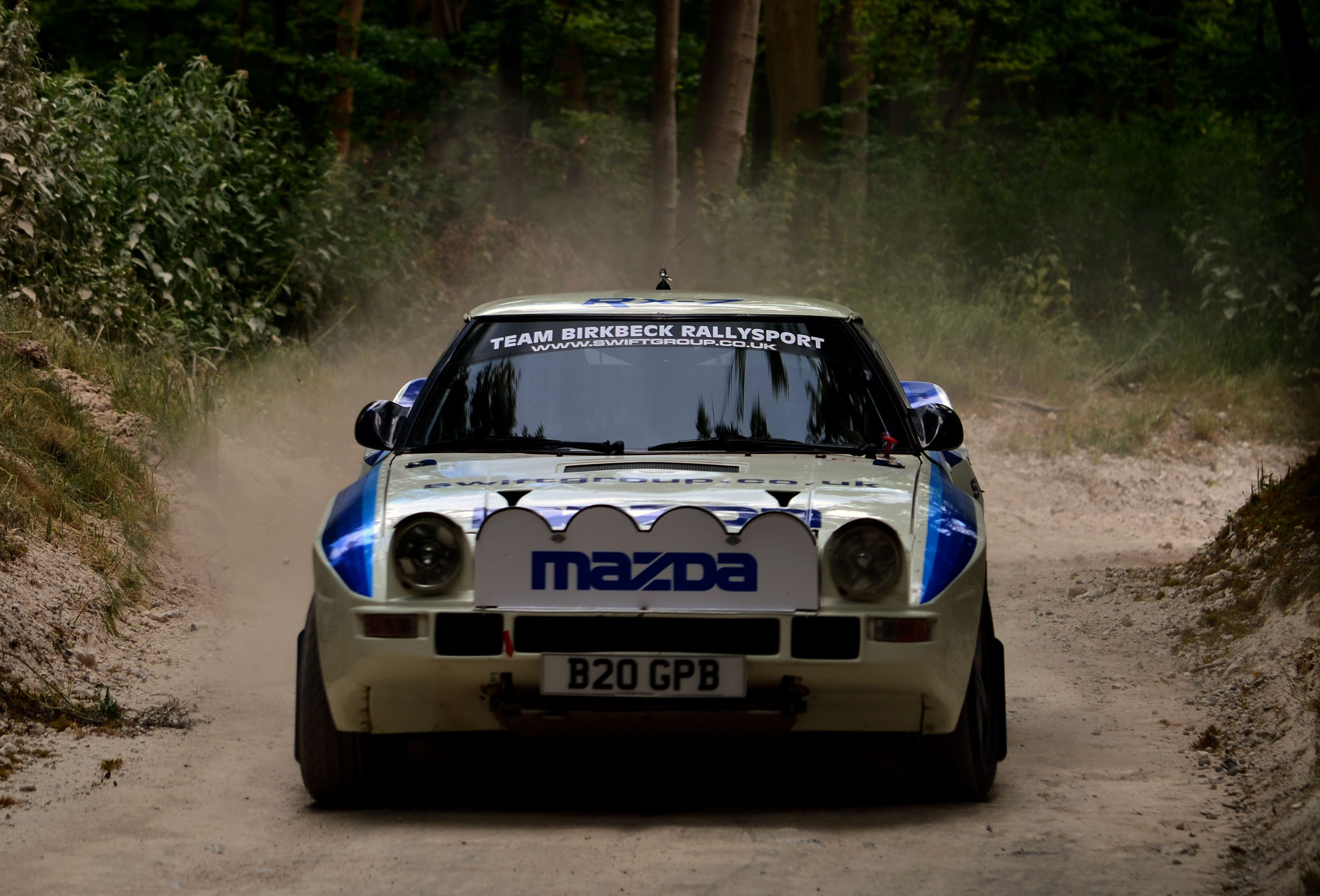
グループB仕様車

## 2代目 FC3S・FC3C型（1985年 - 1992年）
1985年10月にフルモデルチェンジ。車両型式は国内でもVINコードの型式名が採用され、新たにFC3Sへ変更された。
プラットフォームは先代から一新され、新開発のマツダ・FCプラットフォームに基づいて開発された。リアサスペンションは独立懸架化され、セミトレーリングアームマルチリンクとなった。またハブ部分のリンクにブッシュを入れることでパッシブステア性によりセミトレーリングアーム式サスペンションの欠点を打ち消す特性を持つ「トーコントロールハブ」を持ち、キャッチコピーには当時の流行でもあった「4WS感覚」というフレーズが使われた。エンジンは13B型を搭載し、日本向けはインタークーラー付きターボ仕様のみで、自然吸気（NA）仕様は日本国外向けのみとなった。フロントブレーキには日本車初の対向4ピストンのアルミキャリパーを採用。
ポルシェ・944との類似性が自動車雑誌などで話題となり、初代に引き続き「プアマンズ・ポルシェ」の呼称が使われることもあったが、性能面では0-100 km/h加速時間7秒弱、最高速度はメーカーテストで238.5 km/hを記録したなど大きく向上していた。
グレードは最廉価グレード「GT」、ベーシックグレード「GT-R」、ビスカス式LSDとアルミボンネットを装備した「GT-X」、サンルーフ、オートクルーズ等豪華装備の「GT-Limited」、本革シートを装備した最上級グレード「GT-Limited・スペシャルエディション」が用意された。なお、「GT」は後のマイナーチェンジで廃止された。
1986年8月、特別仕様車「アンフィニ（∞）」を300台限定で発売。BBS製アルミホイールや専用ダンパー、アルミボンネットフードを装備し、後席を撤去し2シーター化するなどの変更が行われた。翌1987年1月にも同仕様で300台が追加販売された。この「アンフィニ」はシリーズ化され、以後も改良を受けながら4世代にわたって販売されることになる。
1987年8月、ロータリーエンジン生誕20周年を記念してカブリオレ仕様（FC3C型）が登場。電動ソフトトップを装備する。ロータリーエンジンを搭載するオープンカーはNSU・ヴァンケルスパイダー以来であり、マツダでは当モデルが唯一の存在である。本モデルの開発で得たノウハウは、後のユーノス・ロードスターに活かされた。
1988年1月、アンフィニシリーズの第2弾となる「アンフィニII」を300台限定で発売。最終減速比を変更して低・中速域の加速性能を向上し、ステアリングおよびシフトレバーなど操作系の剛性向上など、パフォーマンスの向上と内装のデラックス化が主であった。同年8月にも同仕様で300台が追加販売された。
1989年4月にマイナーチェンジが行われ、エアフロメーターをフラップ式からメジャリングコア式に、リアコンビネーションランプを角型から丸型3灯にする変更のほか、サスペンションの改良、ドアミラーの同色化、前後バンパーおよびボディのモール形状、アルミホイール、前席シート、インパネセンター、計器類のデザイン等が変更された。出力もタービンの改良により、前期の185 PSから205 PSに向上している。
1989年8月、アンフィニシリーズの第3弾となる「アンフィニIII」を600台限定で発売。主に排気システムの高効率化によりエンジン性能が向上し、最高出力215PS、最大トルク28kgmとなったほか、BBS製16インチ鍛造アルミホイールの採用、ストラットタワーバーの標準装備、ショックアブソーバーとブッシュ類の特性変更、専用バケットシートの採用など、コーナリング性能を高める改良も施した。翌1990年2月にも、マツダ創立70周年記念として同仕様で600台が追加発売された。
1990年6月、アンフィニシリーズの第4弾となる「アンフィニIV」を600台限定で発売。FR車では日本初のトルセンLSDを採用し、ブレーキパッド材質の変更を行うなど、制動能力の改良を施した。翌1991年2月にも300台が追加発売され、ブリリアントブラックのボディカラーが選択可能となった。
FD型へのフルモデルチェンジを控えた1991年3月、マツダ・787Bのル・マン24時間レース総合優勝を記念した最後の特別仕様車「ウィニングリミテッド」が1,000台発売された。
1991年11月、生産終了。在庫対応分のみの販売となる。
1991年12月、クーペはFD型へのフルモデルチェンジに伴い販売を終了するが、カブリオレはFC型の生産が続行され、1992年10月にサバンナRX-7の14年間（サバンナとしては21年間）とカブリオレの5年間を締め括るモデルとして、台数限定のファイナルバージョンが発売され、同年12月に販売を終了した。2代目の生産台数は27万2,034台。

### エンジン

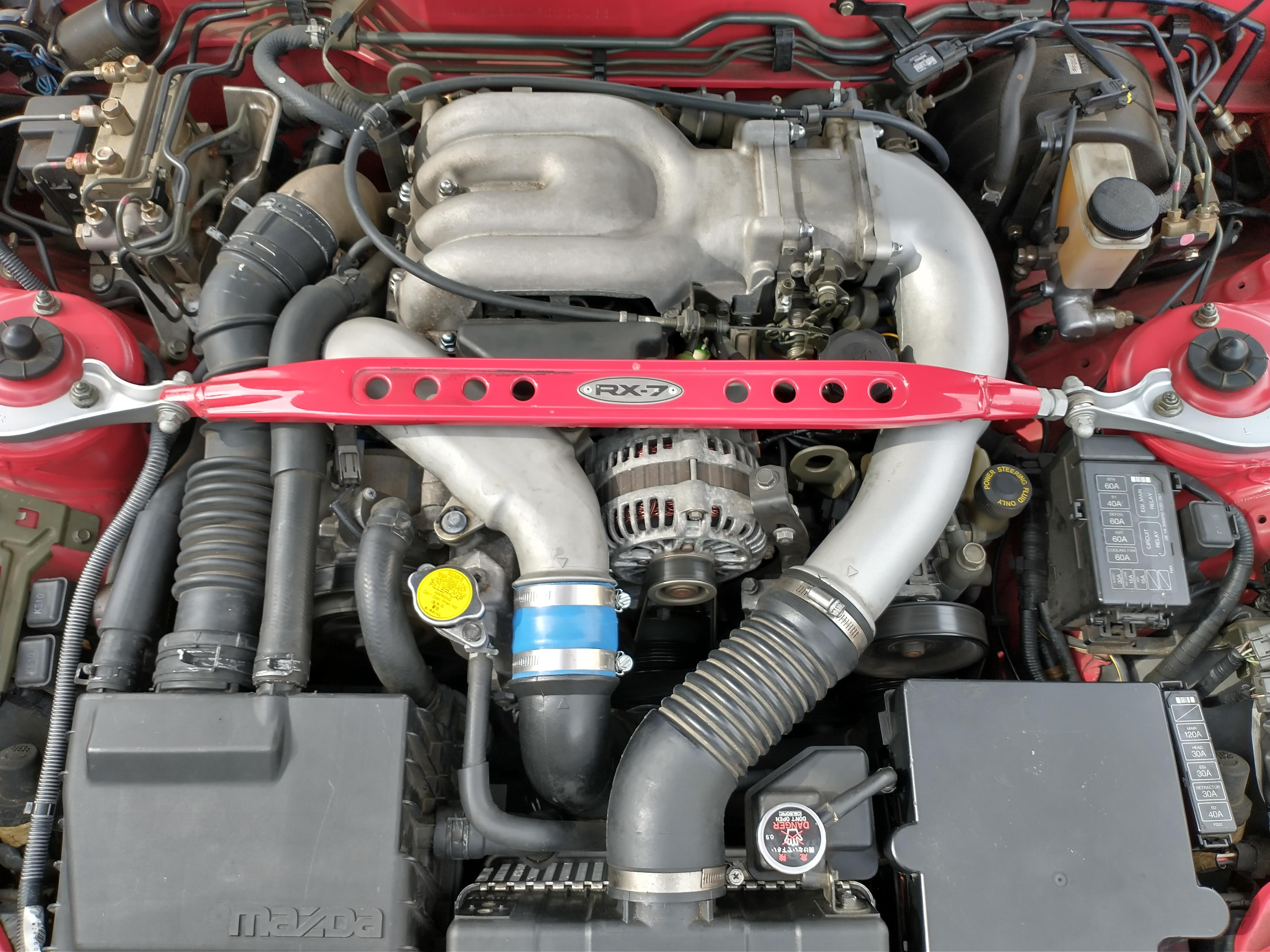
13B-REW型ロータリーエンジン

単室容積654 cc×2の13B-T型ロータリーエンジン。ツインスクロールターボを採用し、185 PS、205 PS、215 PS（スペック3以降のアンフィニのみ）と進化していった。185 PS車を前期、205 PS、215 PS車を後期に分けているが、ローターの種類が違うため、圧縮比や圧縮限度の目安が異なる。トルクは馬力の順に25 kgf･m、27.5 kgf･m、28 kgf･m。輸出型のみ自然吸気仕様も存在する。
| 車両型式                       | FC3S型 (クーペ) / FC3C型 (カブリオレ) | FC3S型 (クーペ) / FC3C型 (カブリオレ) | FC3S型 (クーペ) / FC3C型 (カブリオレ) |
| エンジン型式                   | 13B-T                                 | 13B-T                                 | 13B-T                                 |
| 種類                           | 水冷直列2ローターターボ               | 水冷直列2ローターターボ               | 水冷直列2ローターターボ               |
| 総排気量 (cc)                  | 654 × 2（1,308）                      | 654 × 2（1,308）                      | 654 × 2（1,308）                      |
| 圧縮比                         | 8.5:1                                 | 9.0:1                                 | 9.0:1                                 |
| 最高出力 (kW (PS) / rpm)       | 136 (185) / 6,500                     | 151 (205) / 6,500                     | 158 (215) / 6,500                     |
| 最高トルク (N･m (kgf･m) / rpm) | 245.2 (25.0) / 3,500                  | 269.7 (27.5) / 3,500                  | 274.6 (28.0) / 4,000                  |
| 使用燃料                       | ガソリン                              | ガソリン                              | ガソリン                              |
| 使用燃料                       | 無鉛レギュラー                        |                                       |                                       |
| 燃料タンク容量 (L)             | 63                                    | 63                                    | 63                                    |
| 車両重量 (kg)                  | 1,210 - 1,290                         | 1,250 - 1,320                         | 1,230                                 |
| 備考                           | 1985年10月 - 1989年4月 クーペモデル   | 1989年4月 - 1991年12月 クーペモデル   | アンフィニIII、アンフィニIV           |

## 3代目 FD3S型（1991年 - 2003年）
1991年10月16日に発表され、同年12月1日に発売。車両型式はFD3S。開発コードはX105。
このフルモデルチェンジを機に、1971年から20年続いた「サバンナ」の呼称が外れ、当時の販売店系列「アンフィニ」の名を冠した「アンフィニRX-7」として発売された（後に販売店の統合により『マツダ・RX-7』に変更）。キャッチコピーは『アンフィニのスポーツです。』、『その非凡さが、アンフィニ。』、『ザ・スポーツカー』、『ザ・ロータリースポーツ』。足回りには新開発の4輪ダブルウィッシュボーンが使用された。
シーケンシャルツインターボが搭載された13B型ロータリーエンジンは最高出力255 PSを発生し、パワーウェイトレシオ（重量/出力比）は5 kg/PSを切っていた。後にエンジンの出力アップが行われ、1996年1月のマイナーチェンジで265 PS（MT車）、1999年1月のマイナーチェンジでは280 PSに達し、一部のモデルでパワーウェイトレシオは4.50 kg/PSに達した。
同社のユーノス・コスモが1996年に生産を終了して以降、RX-7は世界唯一のロータリーエンジン搭載量産車となった。RX-7は車体の軽量化やエンジンの高出力化を図るなど、「ピュア・スポーツ」をコンセプトに掲げる車両として開発が続けられたが、日本国内市場および北米市場におけるスポーツカー需要の低下や、ターボ過給によるロータリーエンジンの環境対策の行き詰まりなどの理由により、2002年8月に生産終了、2003年4月に販売終了となり、25年の歴史に幕を閉じた。

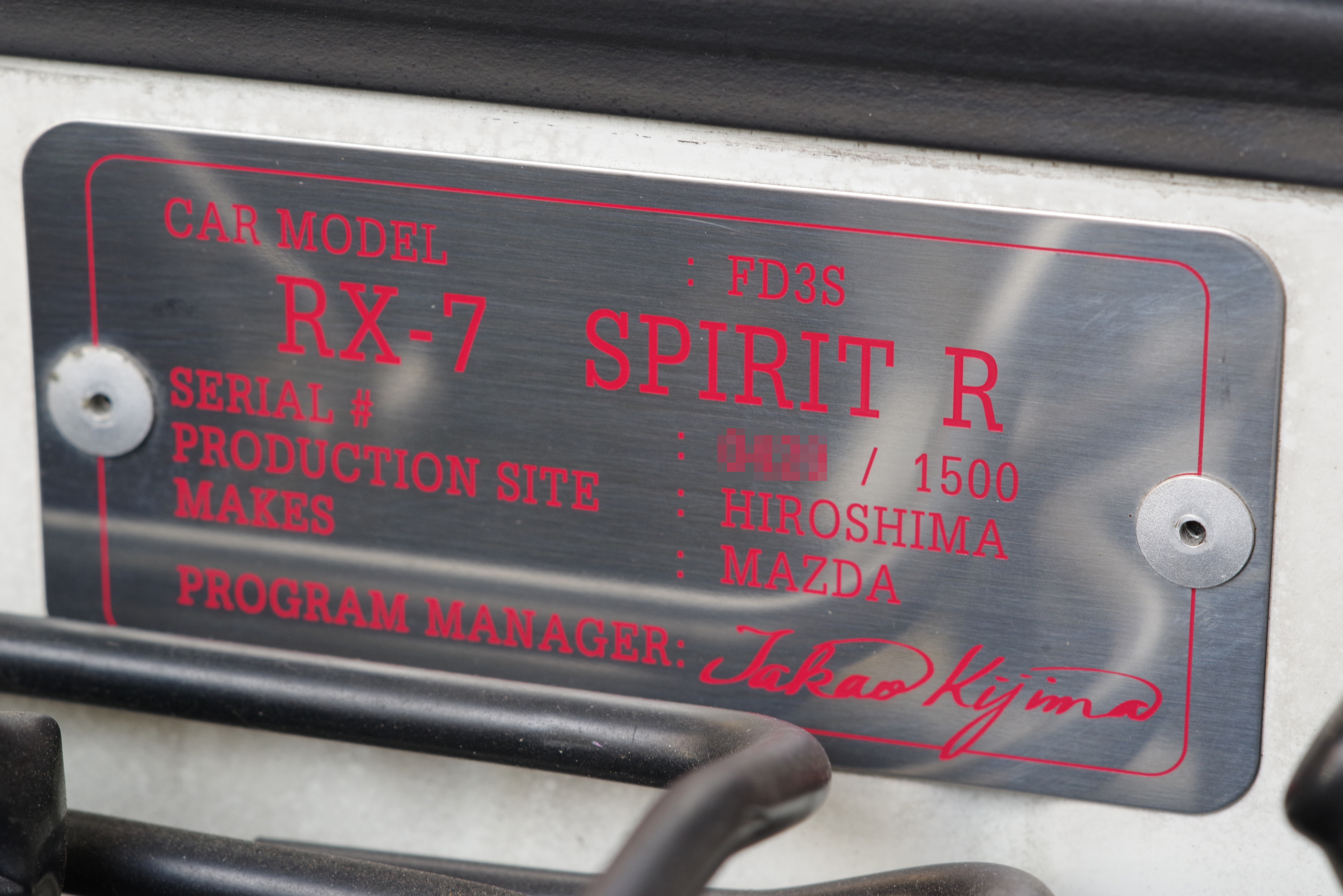
エンジンルーム内に設置されたスピリットRのシリアルナンバープレート

生産終了を記念し、最後の特別限定車「RX-7スピリットR」が2002年4月に発売された。2シーター5速MTの「タイプA」、4シーター5速MTの「タイプB」、4シーター4速ATの「タイプC」の3仕様が用意され、販売台数は合計1,500台であった。専用装備としては、BBS社製17インチホイール、レッド塗装ブレーキキャリパー、専用インパネなどの専用パーツを装着。タイプAは専用のレカロ社製フルバケットシートなどが装備される。2002年8月26日に宇品U3工場で製造された最終生産車は、スピリットR タイプA チタニウムグレーメタリックであった。この車の最終ラインオフにあわせ、FD3Sに携わったマツダのスタッフの他、一般公募のユーザーを加えて式典が催された。この車は市販されず、社内展用車となっている。
12年のモデルサイクル中に複数のマイナーチェンジが行われ、下記のように分けられている。
前期型
1型（1991年12月 - ）
グレードは「タイプS」、「タイプX」、「タイプR」の3種類。タイプSは4速ATが選択可能で、タイプXにはサンルーフがついていた。標準のタイヤサイズは前後とも225/50R16。エンジン出力は255 PS。
1992年10月には2シーターグレードである「タイプRZ」を300台限定発売。サスペンション強化、ギア比変更、マウント強化が施されている。レカロ製カーボンフルバケットシートを装備した代わりにリアシートを取り払ったことで約30kgの軽量化を果たした。
2型（1993年8月 - ）
ボディ剛性強化。ダンパー大型化。サスペンションセッティング見直し。大型アームレストを追加し、インテリアの質感と使い勝手を向上。
タイプSは「ツーリングS」、タイプXは「ツーリングX」へグレード名を変更し、4速ATのみの設定となる。2シーターの「タイプR-2」を追加。
1993年10月に「タイプRZ」を150台限定発売。トルセンLSD、ビルシュタイン製ダンパー、BBS製のホイールが装着された。
1994年8月にはバサースト12時間耐久レースでRX-7が3年連続で優勝したことを記念し、記念ステッカーとブルーガラスを装着した「タイプR-2バサースト」を350台限定販売。翌年12月には「タイプRバサースト」を500台限定で販売しているが、オーディオレス仕様になるなど装備が一部簡素化されている。
3型（1995年3月 - ）
グレード体系見直し。ツーリングSは廃止され、「タイプRZ」と「タイプRバサースト」がカタログモデルになった。タイプRは「タイプR-S」となった。リアウイングが4本ステーから2本ステーのドルフィンタイプに変更。
1995年7月には「タイプRバサーストX」を限定販売。ベースとなったタイプRバサーストに、本革シートやガンメタホイール、グレーガラスが装備される。
中期型
4型（1996年1月 - ）
4型の期間内にマツダの販売体系が変わったため、1997年10月以降アンフィニの名前が外れ、車名が「マツダ・RX-7」に変更された。CPU制御が8ビットから16ビットに強化され、吸気系の配管の変更やブースト圧の向上もありMT車はエンジン出力が265 PSに向上した（ATは255 PSのまま）。メーター照明は琥珀色から緑色に変更。外装ではリアコンビネーションランプが丸型3連式に変更されたほか、車体先端のエンブレムがマツダのロゴマークとなった。
グレードは「タイプRB」とその上級グレード「タイプRBバサースト」が追加。タイプR-Sは「タイプRS」に名前を変更。
1997年1月には「タイプRBバサーストX」を限定販売。プロジェクタータイプのフォグランプや専用デザインリアウイング、リアワイパー、専用デカールが装備された。
同年10月には「タイプRS-R」が500台限定販売。タイプRSをベースにタイプRZの専用装備を採用し、イエローとブラックが専用ボディカラーとして設定された。ガンメタルで塗装されたホイールと専用デザインのメーターパネルが特徴である。
後期型
5型（1999年1月 - ）
最高出力がMT車は280 PS（タイプRBは265 PS）、AT車は変わらず255 PSのままとなる。ボディ剛性の大幅強化・サスペンションセッティング見直し・内装の変更（ステアリング形状変更・メーター指針位置が真下からになる・シート生地変更）・16インチアルミホイールの形状変更・外装では5角形の開口部を持つ新デザインのバンパーとフロントコンビネーションランプが採用され、リアウィングも1度から14.5度まで角度調整可能な種類とされた。デュアルエアバッグ・ABSが全車標準装備になった。ラジエターの大型化とタービンの仕様変更も行われた。PPFの強度向上、マフラーの変更も行われた。
グレードはツーリングXとタイプRZが廃止となる。タイプRBは従来のバサーストXの代わりに「Sパッケージ」が設定される。「タイプR」の名前が復活した。グレードによってダンパーの種類が異なり、上位のグレードになるほど大型のものを採用している。
6型（2000年9月 - ）
ABSの制御が8ビットから16ビットに変更、サスペンション・セッティング見直し、EBD（電子制御制動力分配システム）を追加。インテリアではメーター盤が白色化され、照明は琥珀色に戻された。エンジン系には変更なし。
グレード体系に変更なし。
2001年8月には500台限定の特別仕様車「タイプRバサーストR」を設定。SHOWA製専用車高調、カーボン調パネルを装備した。
2001年12月にはカタログモデルの特別仕様車「タイプRバサースト」を設定。
2002年4月には限定車「スピリットR」シリーズを設定（先述）。タイプRバサースト以外のモデルは販売を終了。
外装はフロントおよびリアコンビネーションランプ、フロントバンパー、リアスポイラー、ABS等が変更されたが、1型から6型で流用不能なものはABSとECU、リヤ補強材の一部であり、マイナーチェンジ前の車両に変更後のパーツを移植することも可能である。
1998年と1999年に4型のRX-7がレーダー付きの高速隊パトカーとして宮城、新潟、栃木、群馬、埼玉、千葉、京都に7台導入された。現在は新潟県警察、群馬県警察、埼玉県警察の配備車両がイベント展示用として残されている。
イギリスの「テレグラフ」誌webサイトの「最も美しい車100選」で61位に選ばれた。

### エンジン
単室容積654 cc×2の13B-REW型ロータリーエンジン。ユーノス・コスモに次ぐシーケンシャルツインターボの採用で、255 PS、265 PS、280 PSへと出力向上が図られた。出力が280 PSに向上するのと同時に、トルクも30 kgf･mから32 kgf･mへと増強されている。出力の向上は主にブースト圧の設定変更によるものであるが、触媒など一部吸排気系の配管やマフラーも変更されている。レッドゾーンは8,000 rpmから。シーケンシャルツインターボは日立製で、複雑な構造と制御を行っていることから制御系の故障が頻発したとされ、開発陣も低回転域のトルク増強には有効だったが、エンジンをもうひとつ搭載するのと同じくらい経費がかかったと述べている。4型以降ではこのシーケンシャル機構に使われるソレノイドバルブが簡略化され、問題を起こしにくいように対処されている。
プライマリー側とセカンダリー側のタービンは同一形状・同一容量である。1-4型と5-6型のタービンは容量が違い、容量的には1-4型の方が出力重視で、5-6型はアブレダブレシールの採用やコンプレッサーホイールの小径化など、反応性重視のタービンとされている。5-6型のタイプRBには4型のタービンが組み合わされ、出力265psのままとなっている。アペックスシールは当初3分割のものが使用されていたが、2002年8月以降の生産終了後、オーバーホール時の補修品やリビルドエンジンに換装する際には2分割のものに変更されている。
| 車両型式                       | FD3S型                        | FD3S型                        | FD3S型                        | FD3S型                               | FD3S型                                   |
| エンジン型式                   | 13B-REW                       | 13B-REW                       | 13B-REW                       | 13B-REW                              | 13B-REW                                  |
| 種類                           | 水冷直列2ローターツインターボ | 水冷直列2ローターツインターボ | 水冷直列2ローターツインターボ | 水冷直列2ローターツインターボ        | 水冷直列2ローターツインターボ            |
| 総排気量 (cc)                  | 654 × 2（1,308）              | 654 × 2（1,308）              | 654 × 2（1,308）              | 654 × 2（1,308）                     | 654 × 2（1,308）                         |
| 圧縮比                         | 9.0:1                         | 9.0:1                         | 9.0:1                         | 9.0:1                                | 9.0:1                                    |
| 最高出力 (kW (PS) / rpm)       | 188 (256) / 6,500             | 188 (256) / 6,500             | 195 (265) / 6,500             | 195 (265) / 6,500                    | 206 (280) / 6,500                        |
| 最高トルク (N･m (kgf･m) / rpm) | 294.2 (30.0) / 5,000          | 294.2 (30.0) / 5,000          | 294.2 (30.0) / 5,000          | 294.2 (30.0) / 5,000                 | 313.8 (32.0) / 5,000                     |
| 使用燃料                       | ガソリン                      | ガソリン                      | ガソリン                      | ガソリン                             | ガソリン                                 |
| 使用燃料                       | 無鉛プレミアム                |                               |                               |                                      |                                          |
| 燃料タンク容量 (L)             | 76                            | 76                            | 76                            | 76                                   | 76                                       |
| 車両重量 (kg)                  | 1,270 - 1,330                 | 1,250 - 1,290                 | 1,250 - 1,280                 | 1,240 - 1,260                        | 1,260 - 1,280                            |
| 備考                           | すべてのAT車                  | 1991年12月 - 1996年1月 MT車   | 1996年1月 - 1999年1月 MT車    | 1996年1月 - 2003年4月 タイプRBのMT車 | 1999年1月 - 2003年4月 タイプRBを除くMT車 |

### ギャラリー

1型、2型
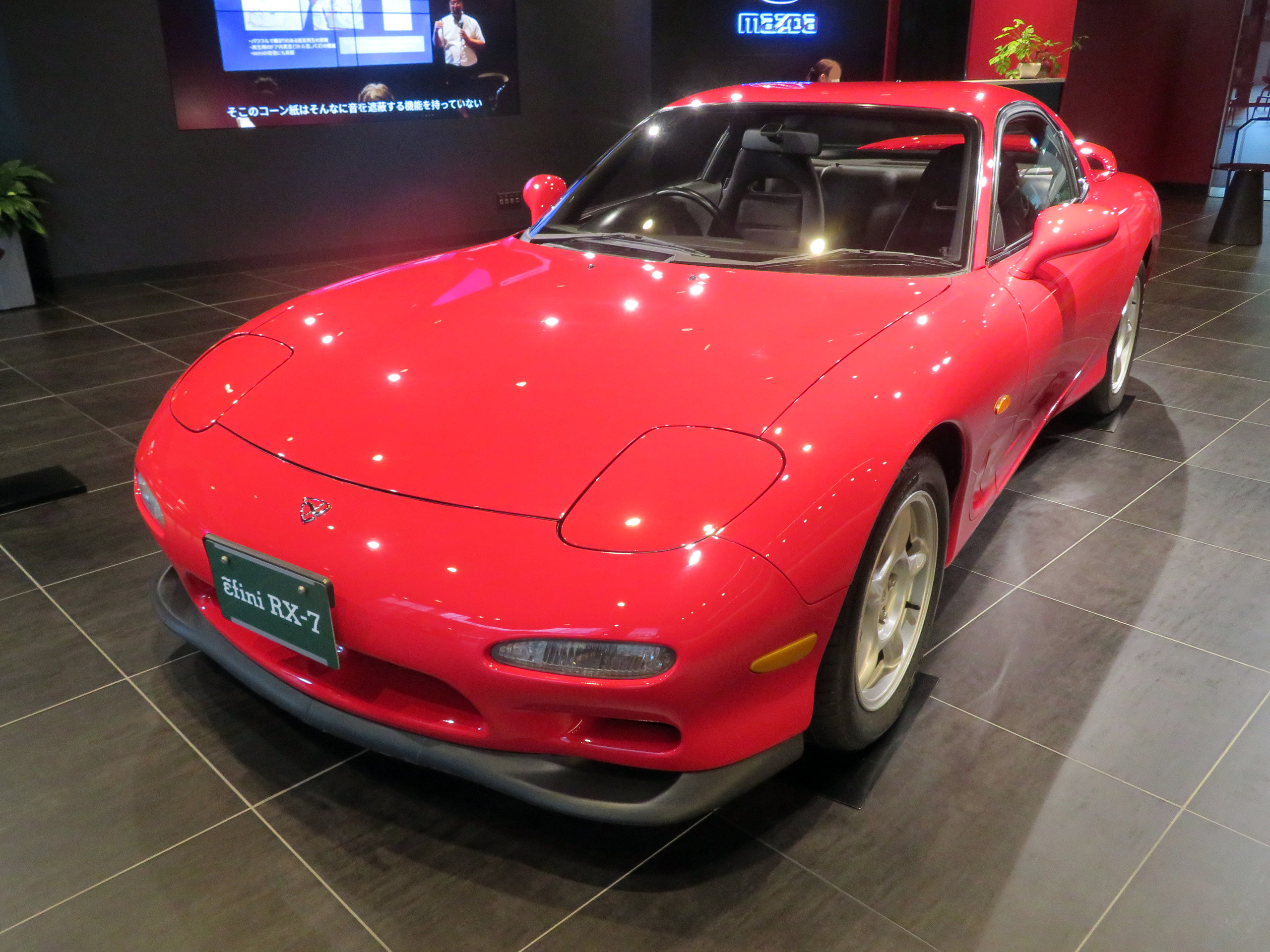
1型 フロント
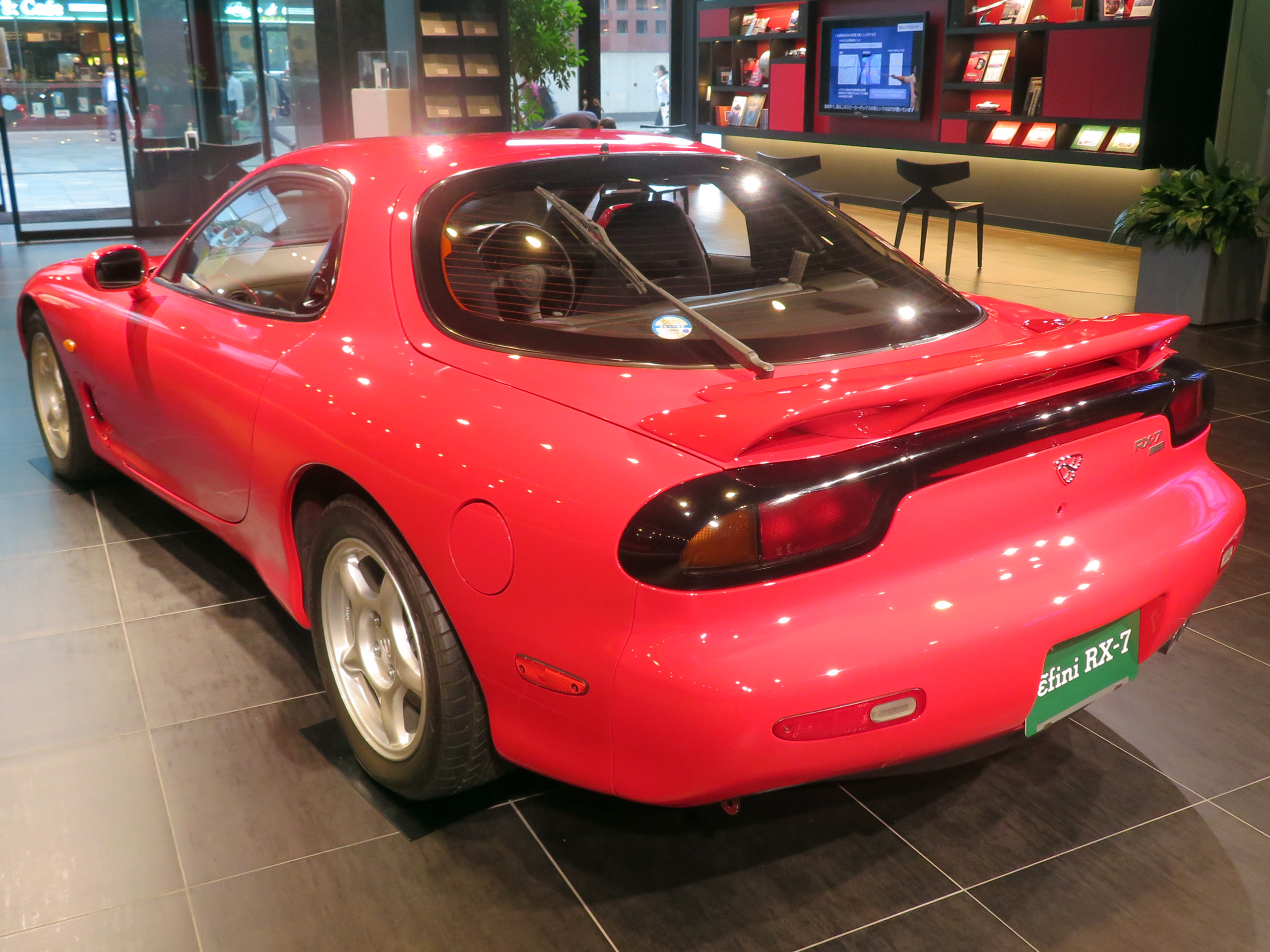
1型 リア
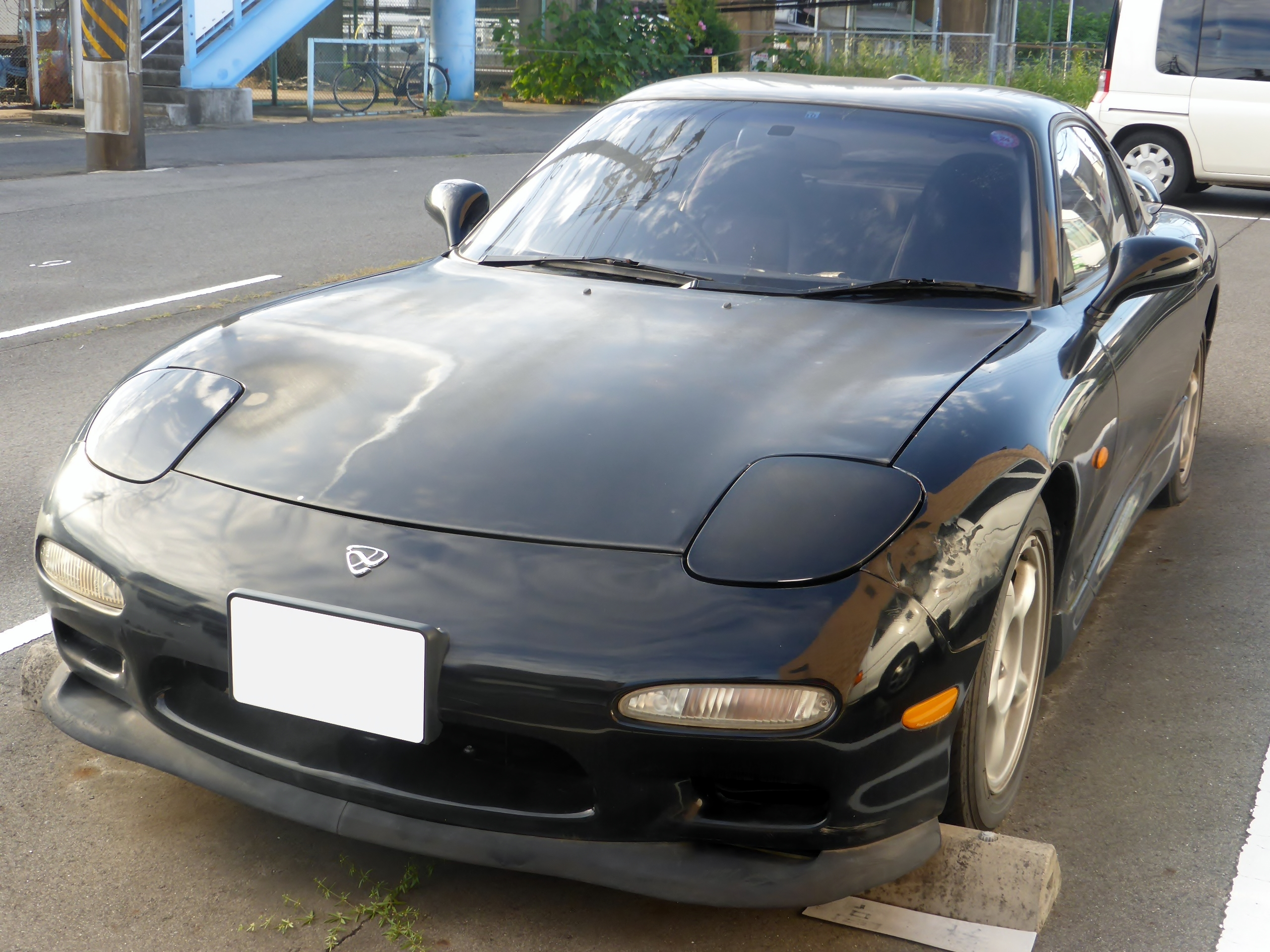
2型 タイプRS フロント
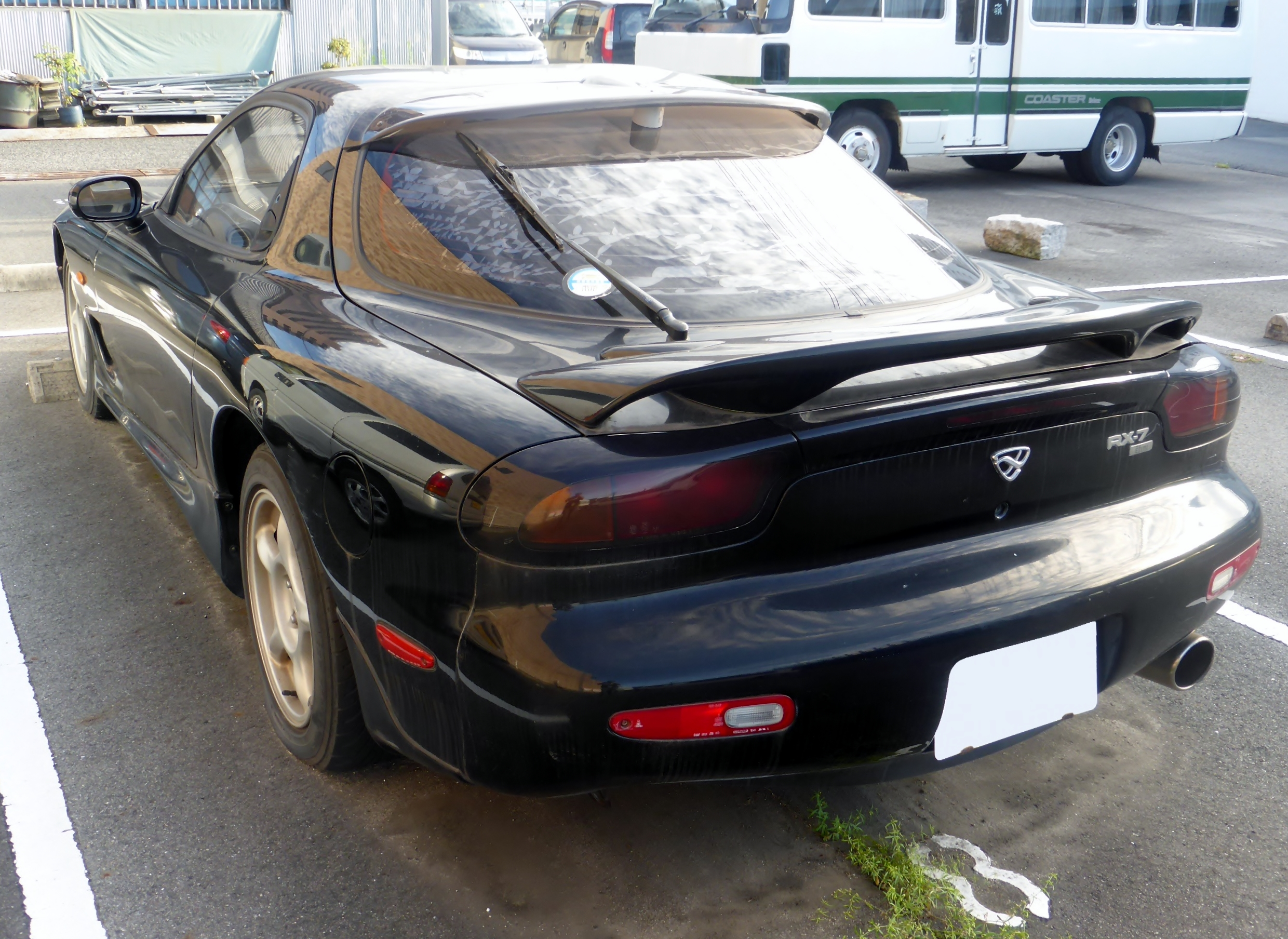
2型 タイプRS リア

4型
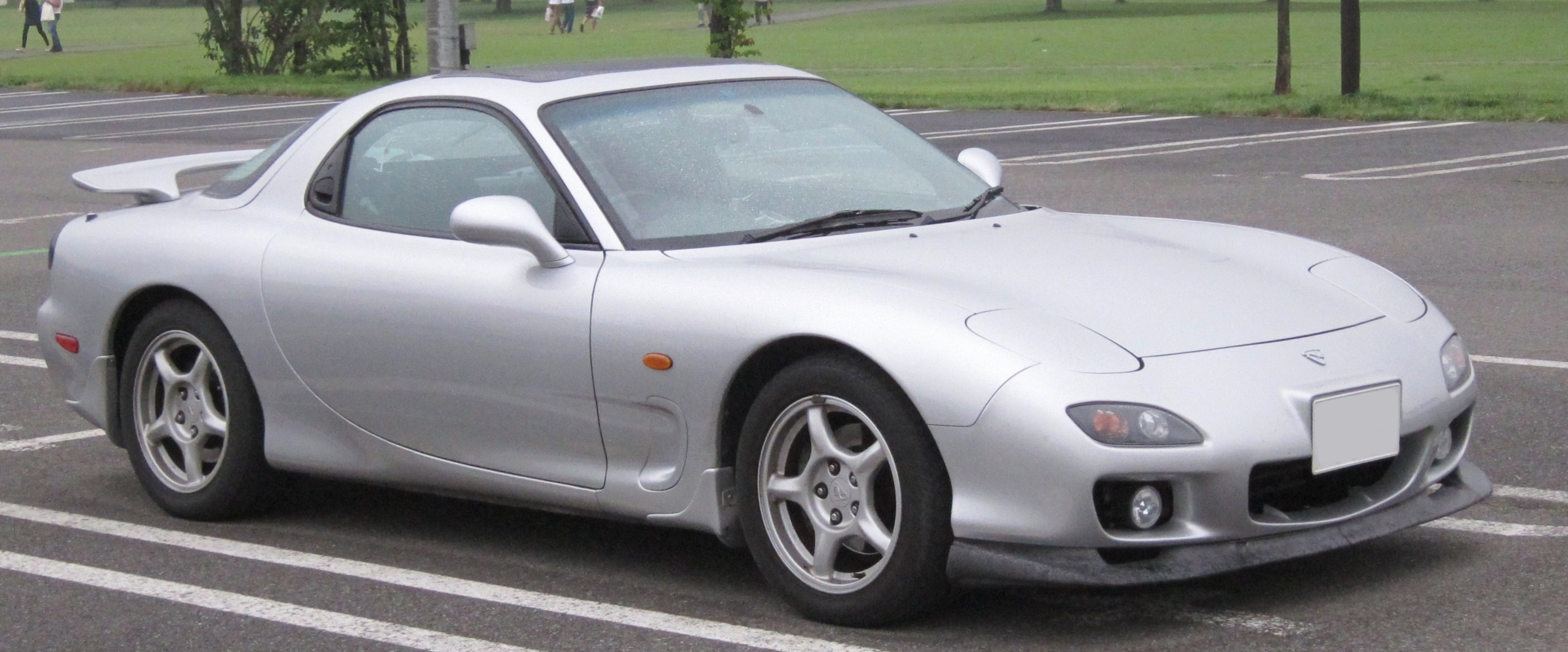
4型 フロント バンパーは5型以降のものに変更
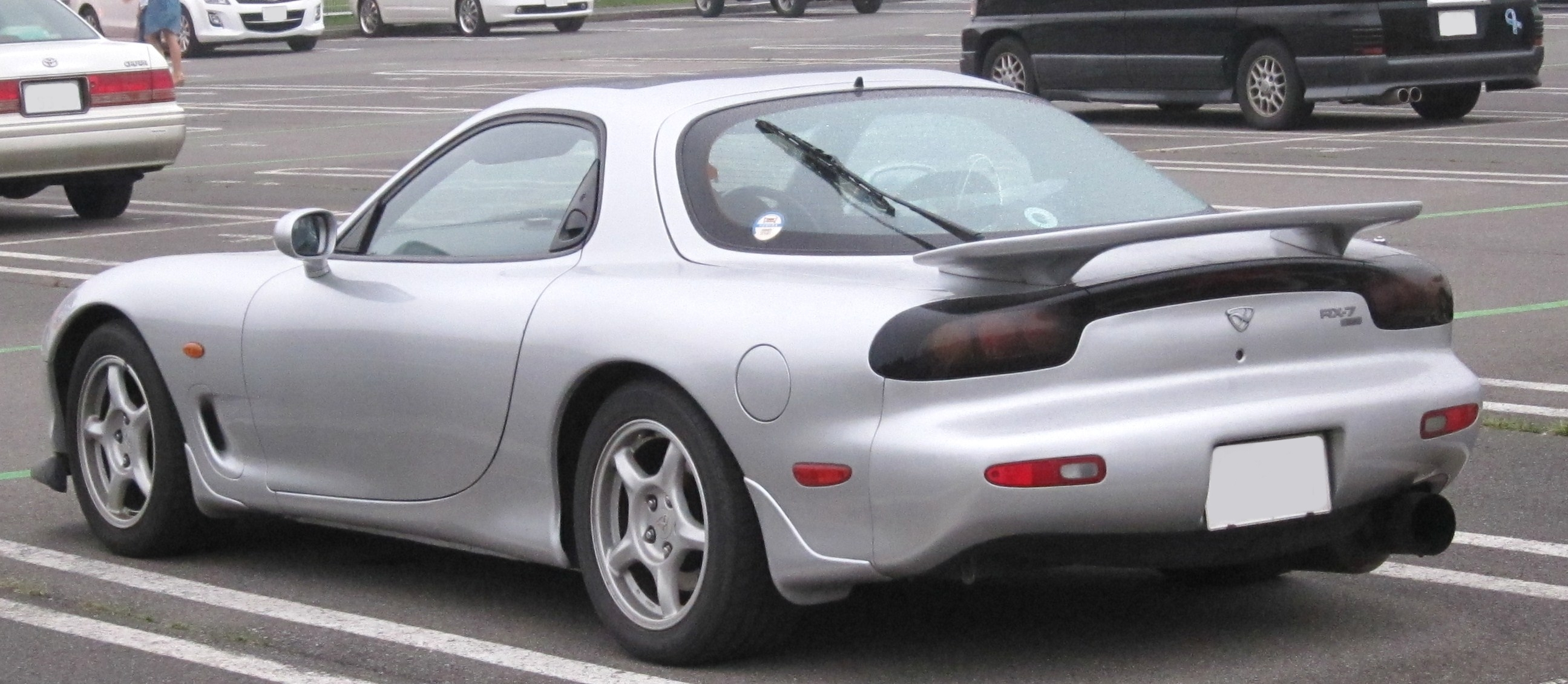
4型 リア

6型（スピリットR タイプA）
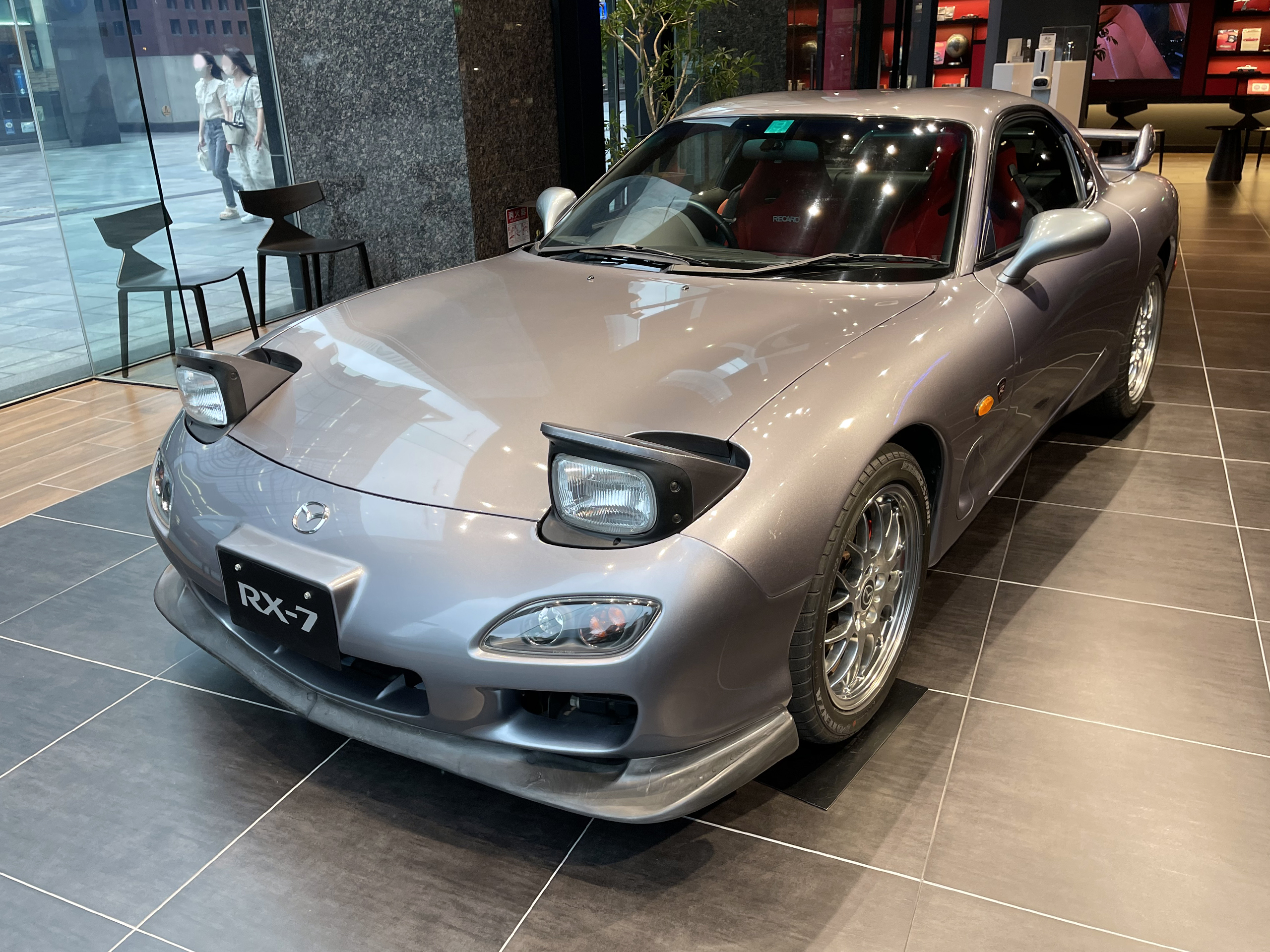
リトラクタブルヘッドライトが上がった状態
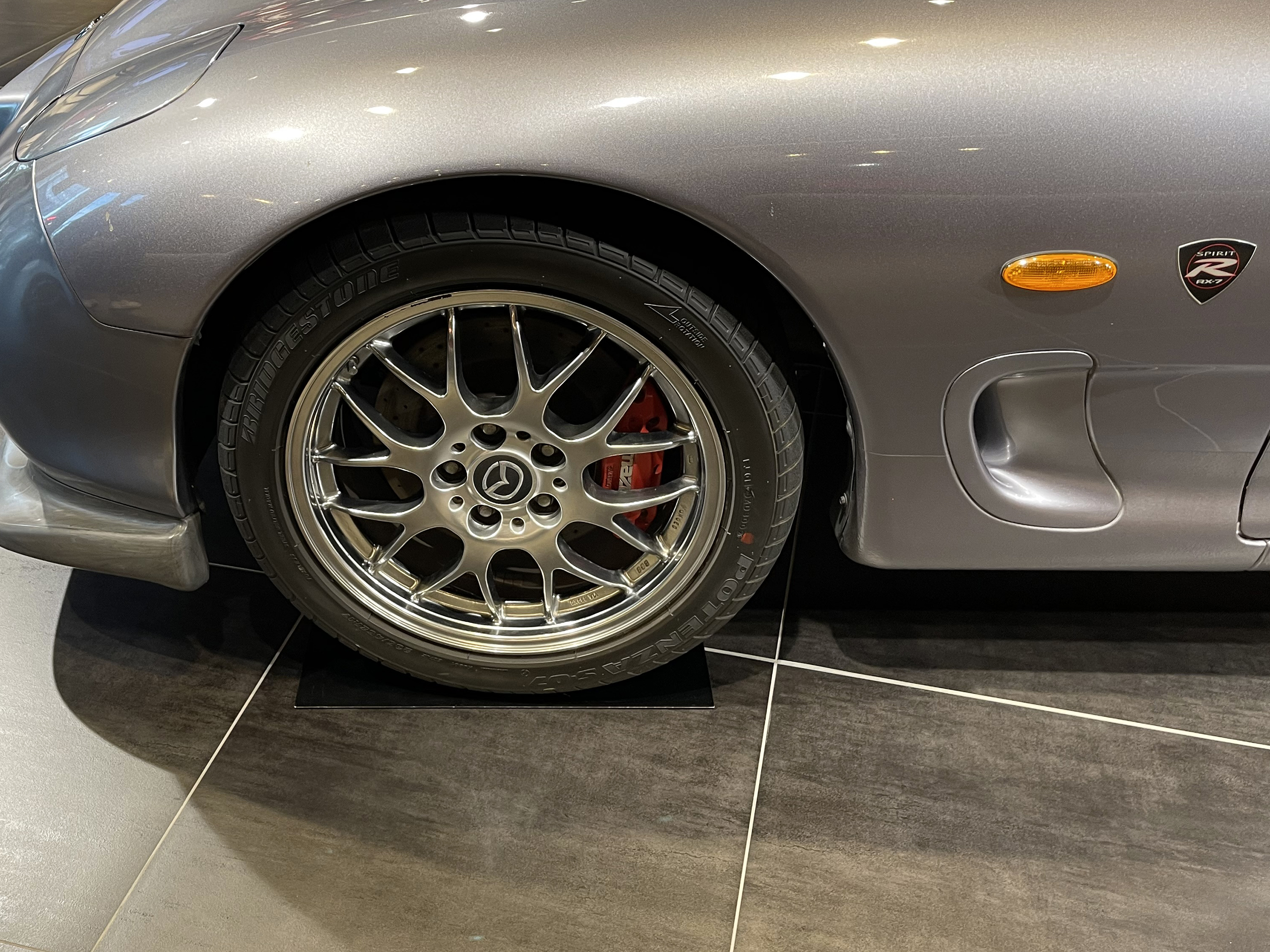
専用のBBS社製17インチホイール
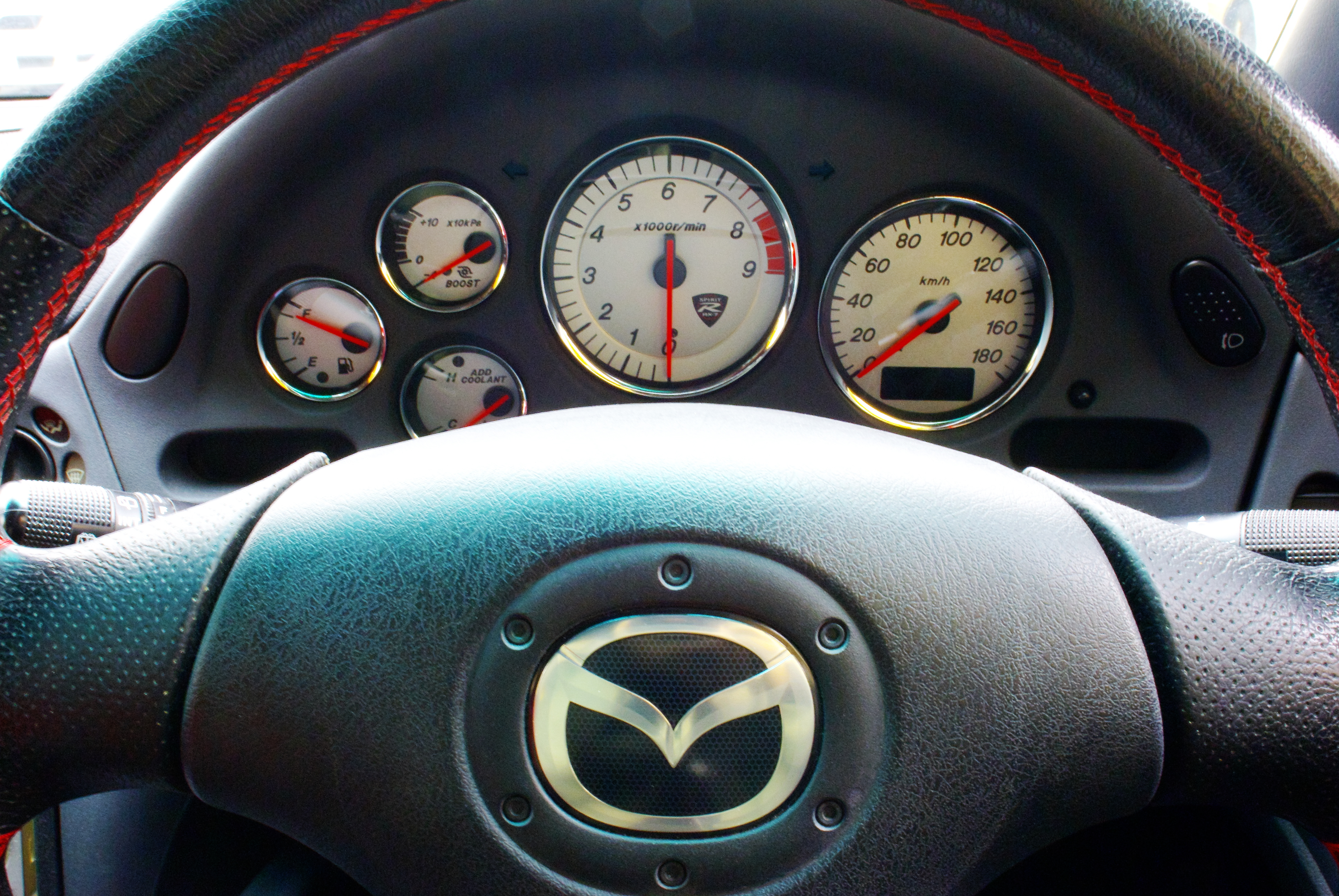
インストルメントパネル
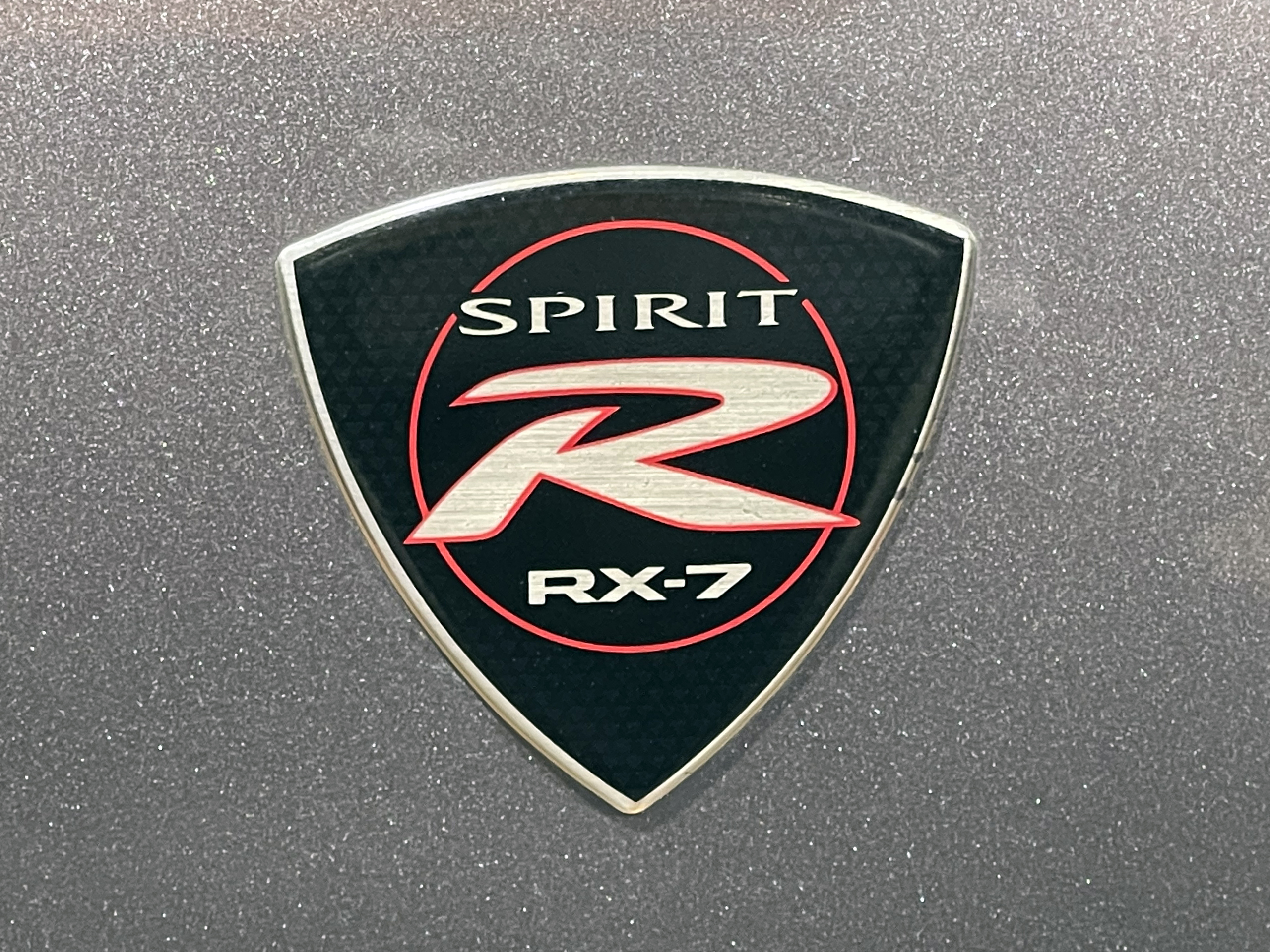
専用バッジ

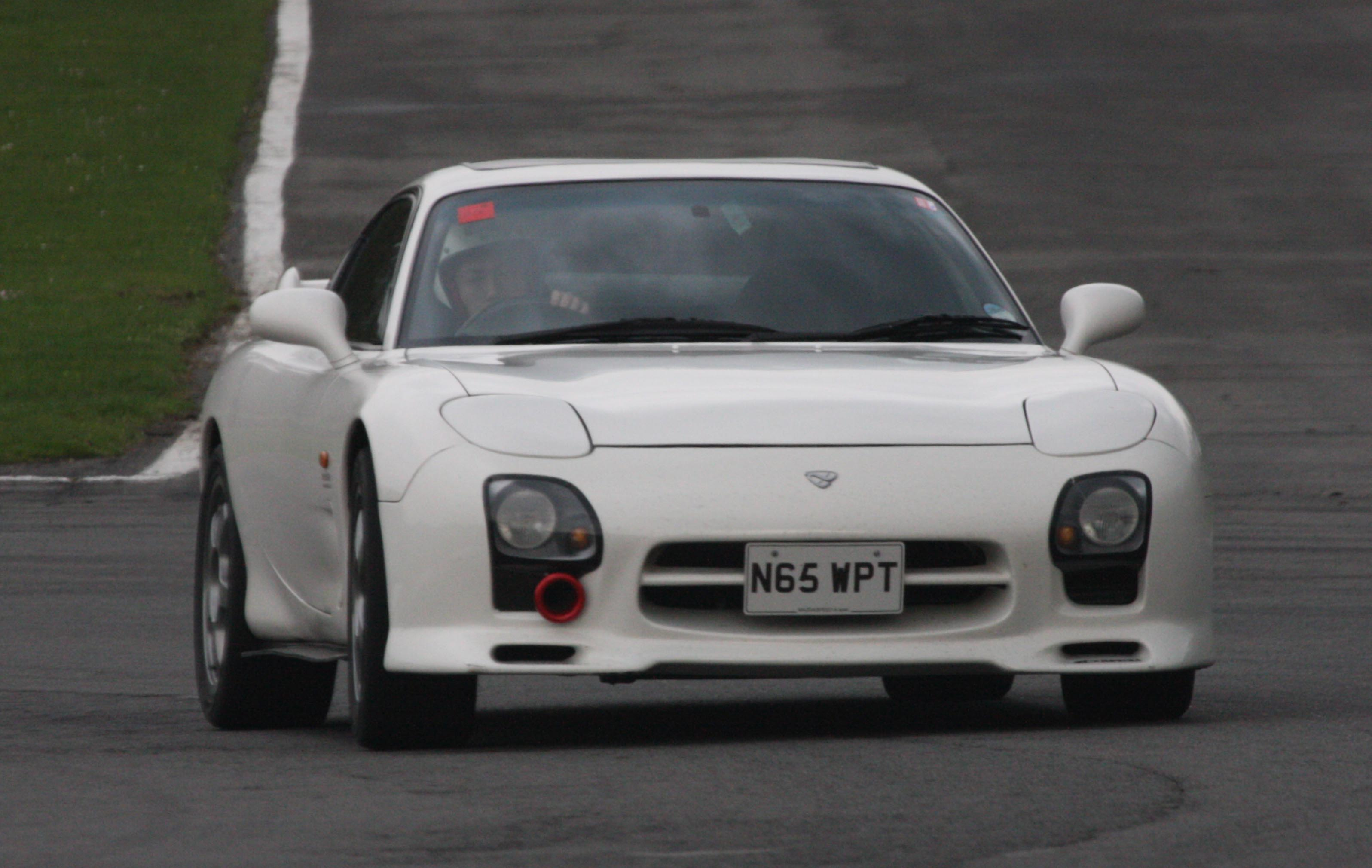
マツダスピード RX-7 A-spec（エアロ装着）
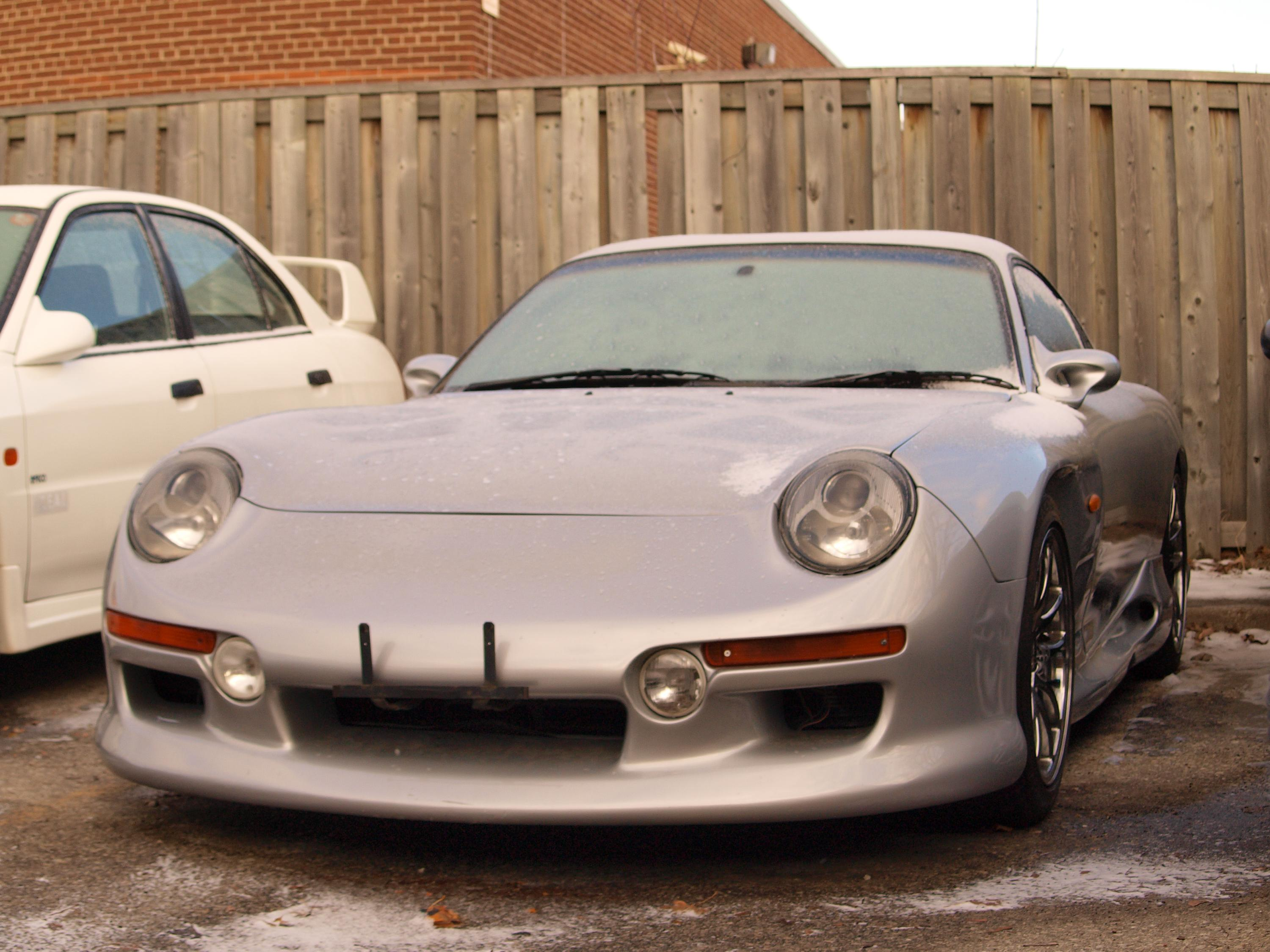
RE雨宮製エアロ装着車両
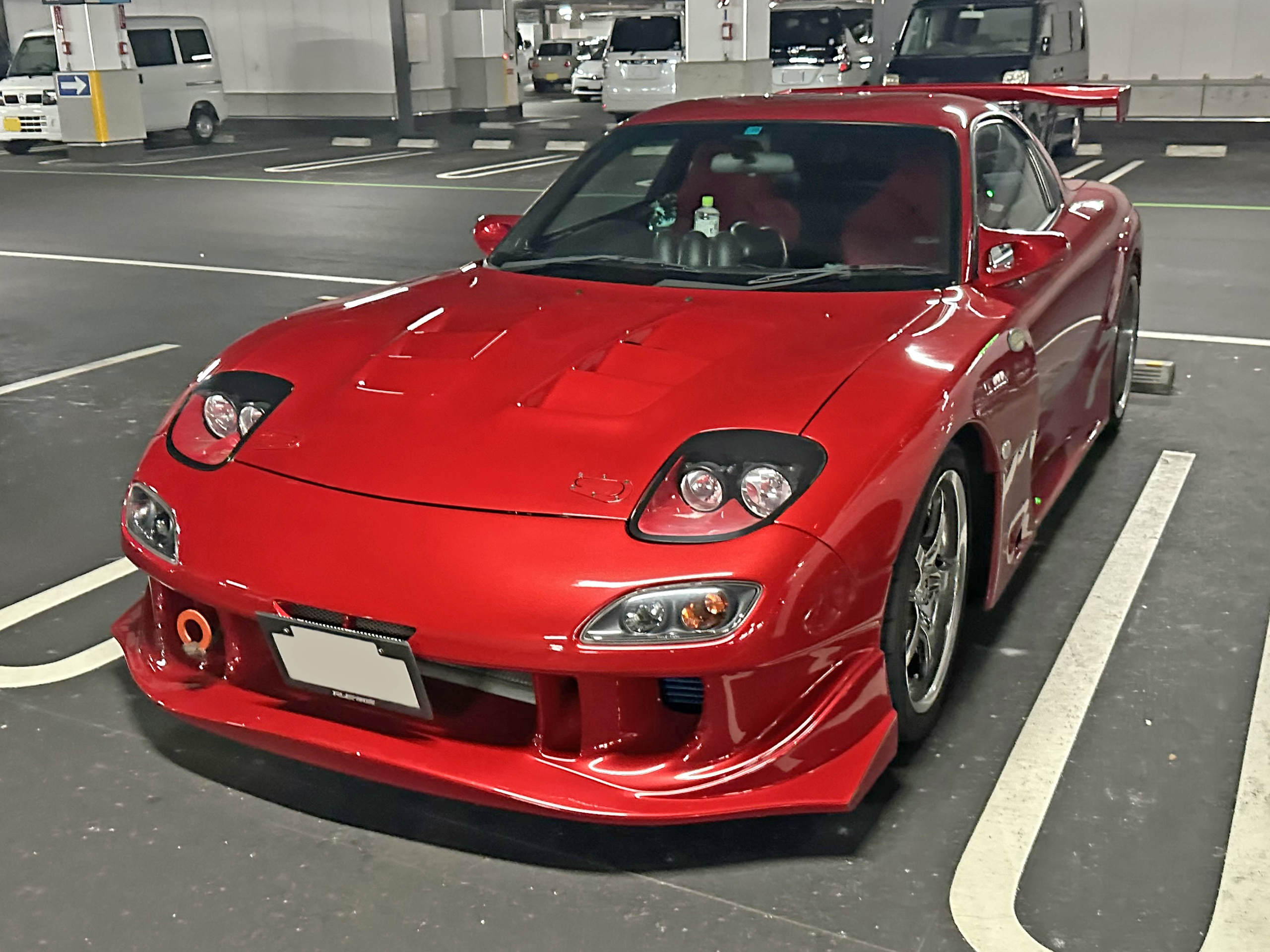
RE雨宮製エアロ装着車両
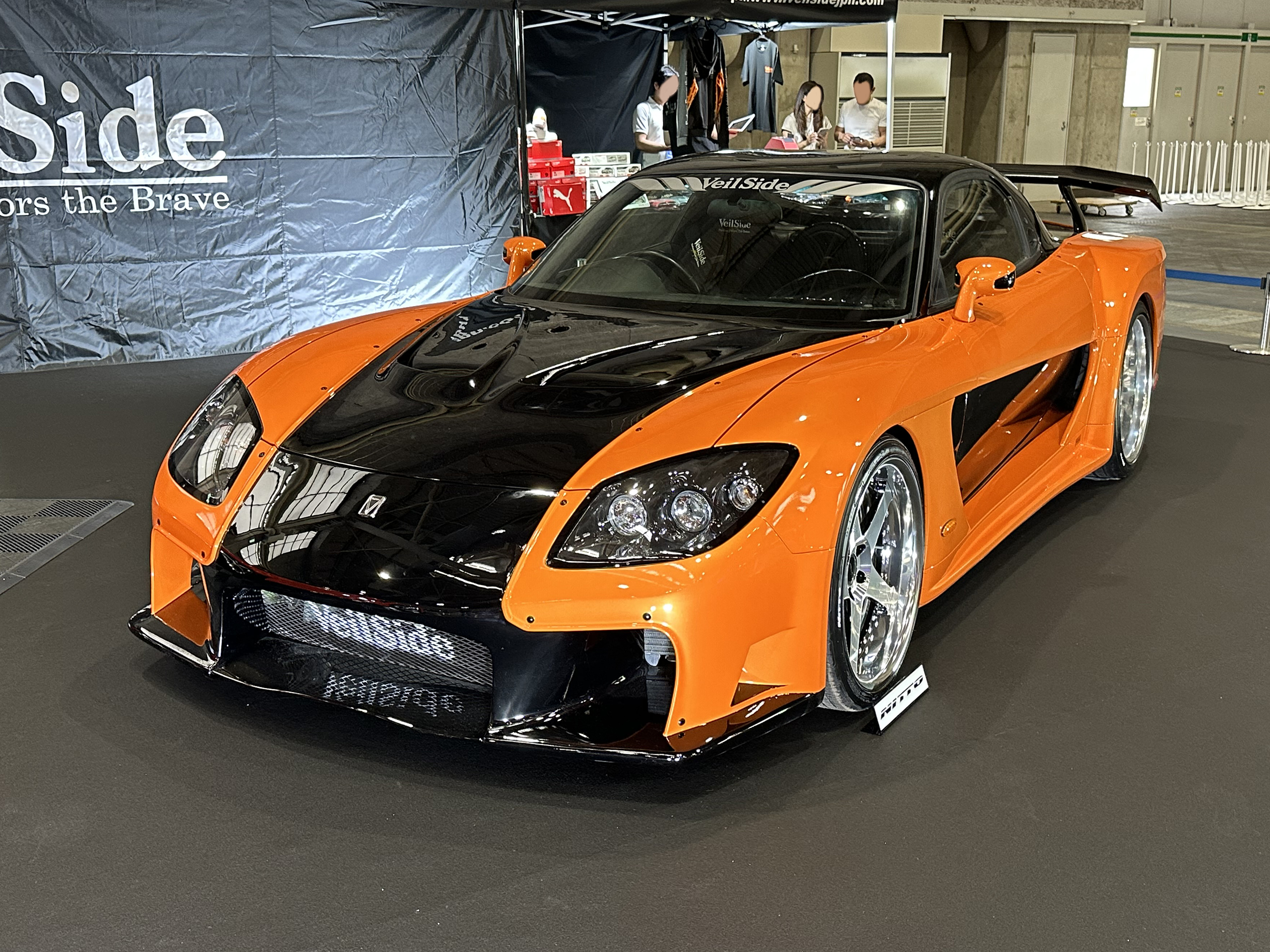
Veilside Fortune RX-7
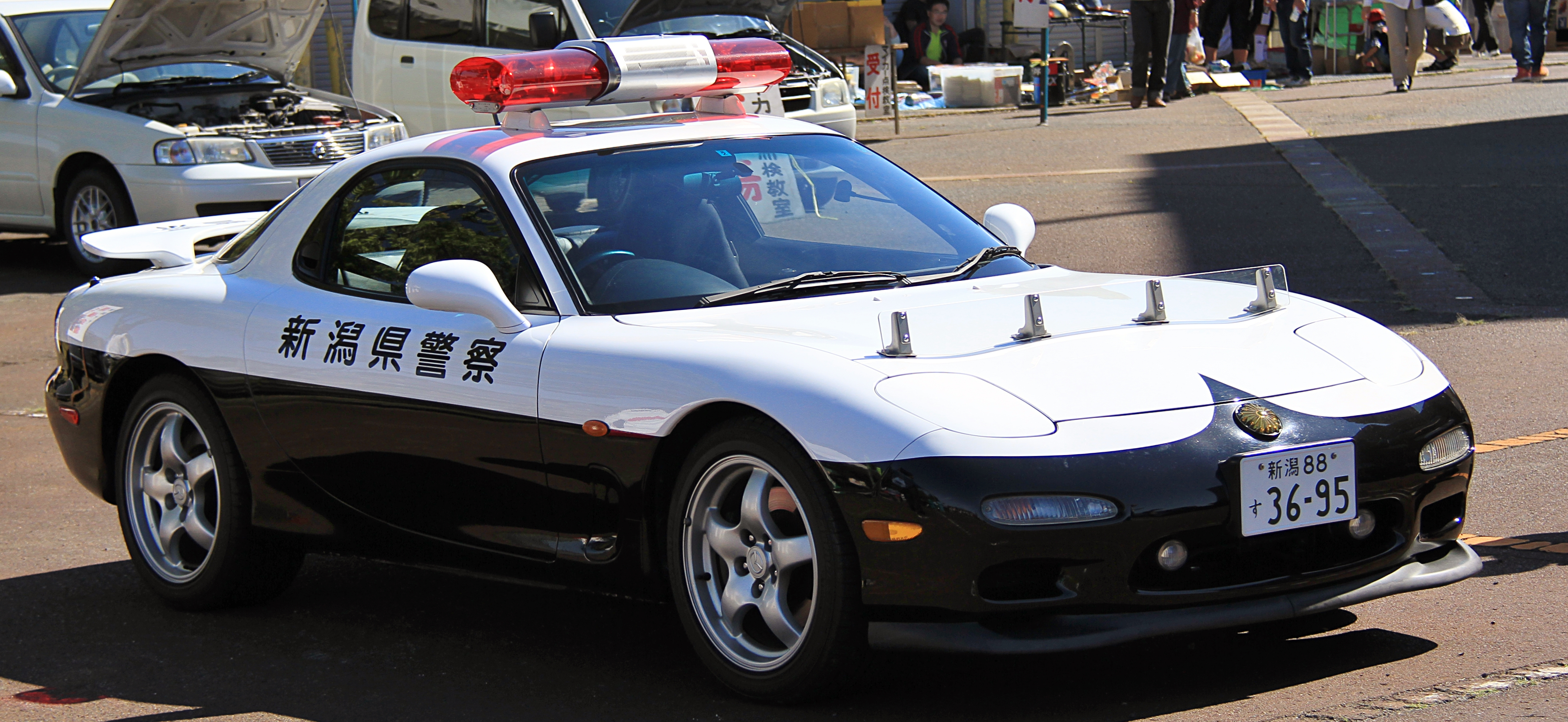
フロント （新潟県警察車両）
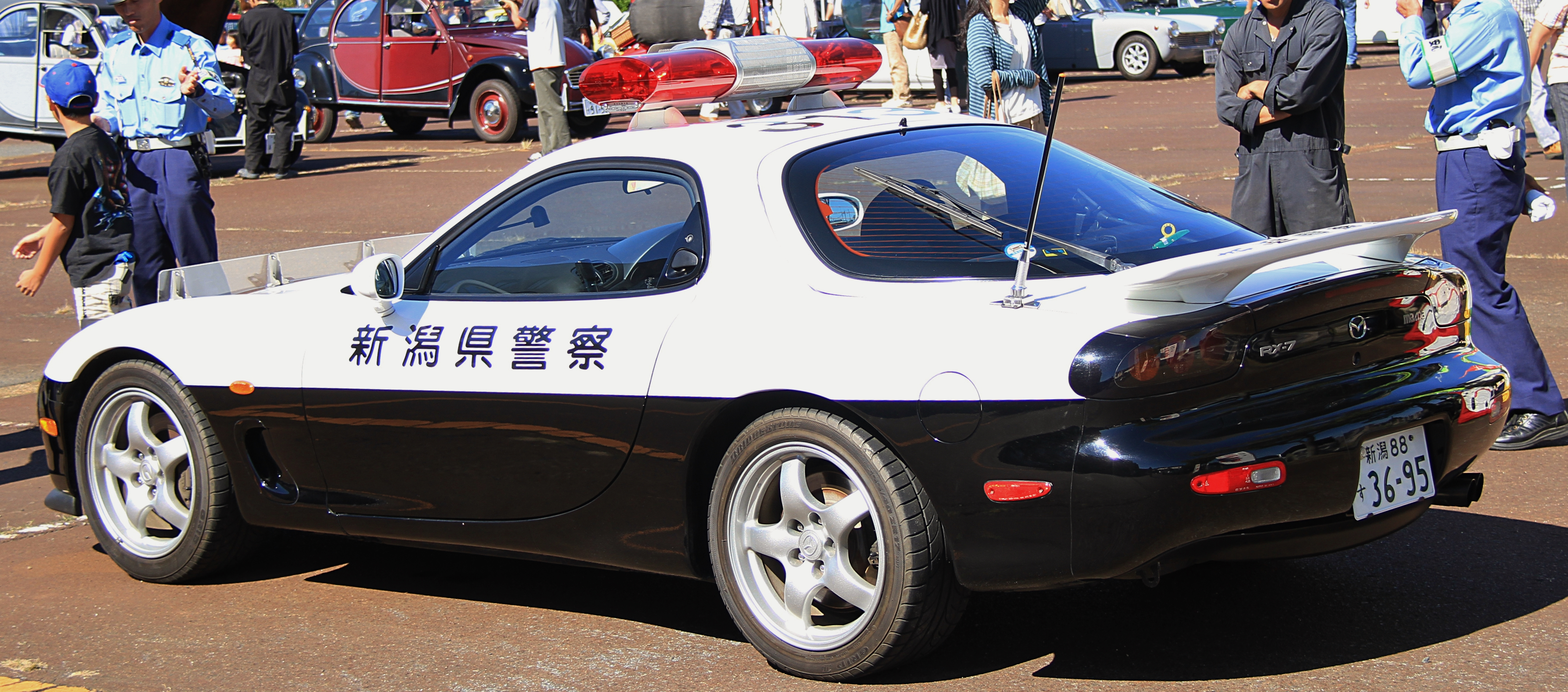
リア （新潟県警察車両）
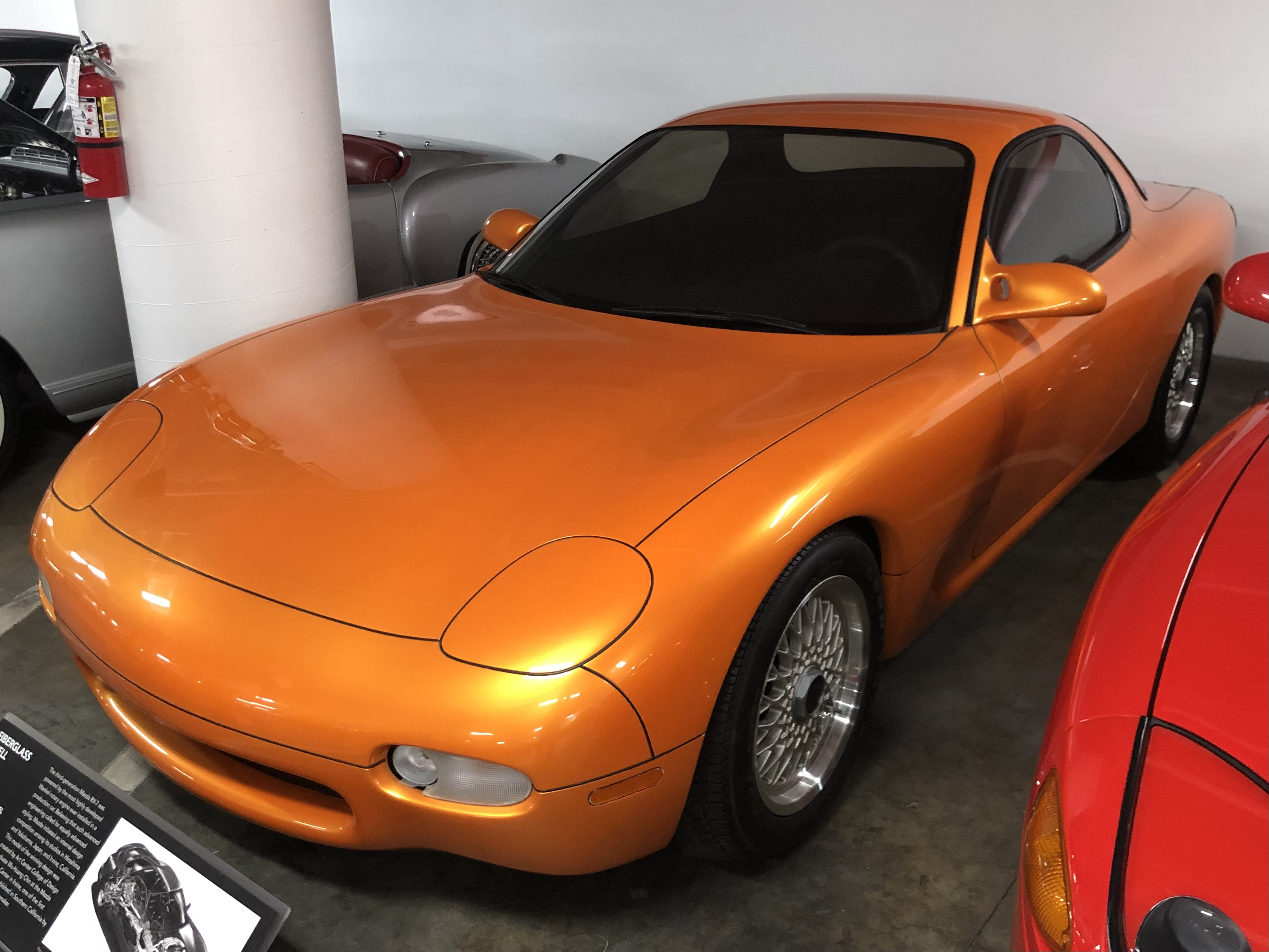
RX-7コンセプト

## モータースポーツ活動

### SA22C
- 1979年

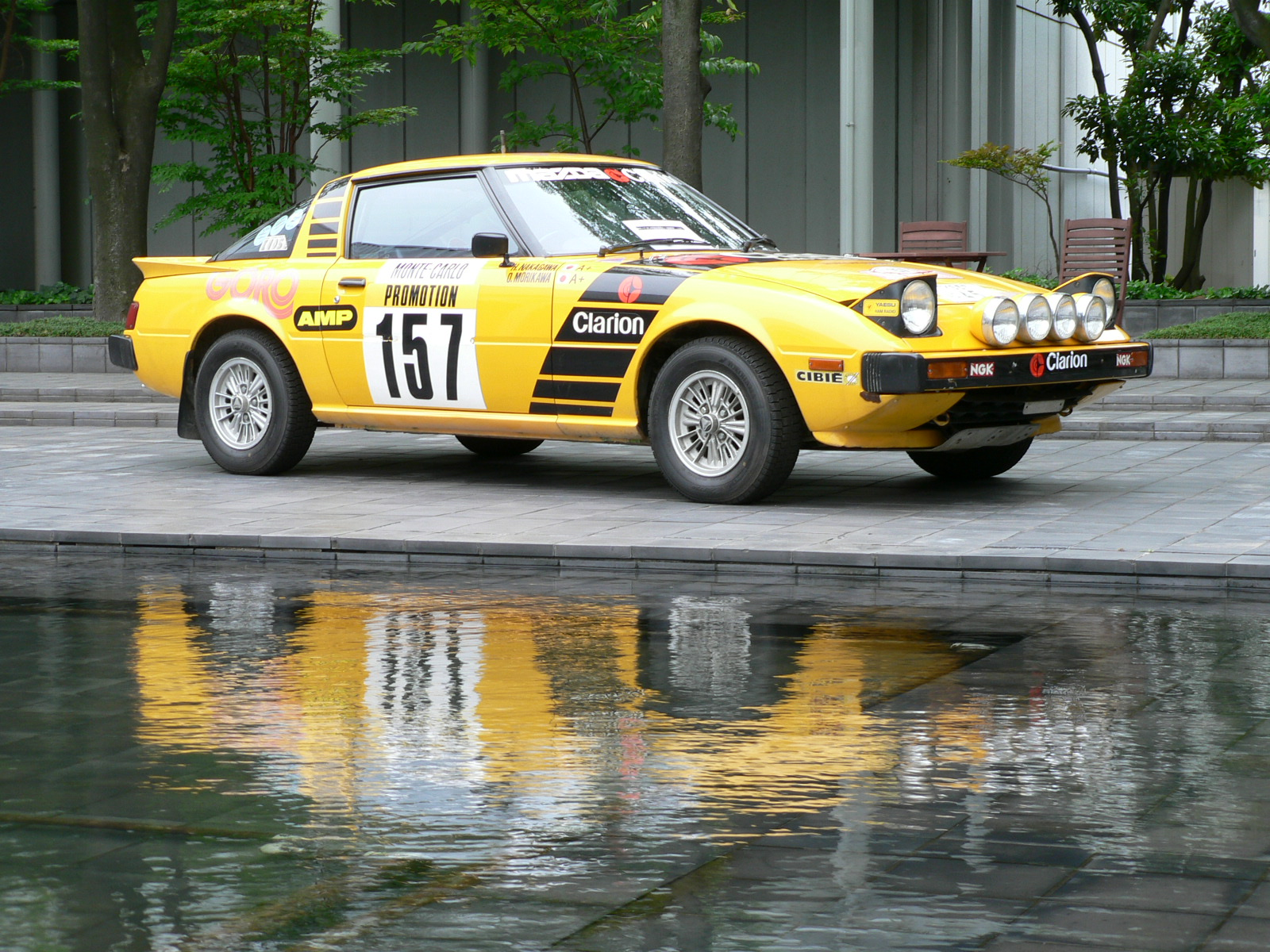
WRC・モンテカルロラリー参戦車（1979年）

  - 1月、プライヴェイト・チームがWRCラリー・モンテカルロのグループ2クラス1に参戦し、クラス優勝（中川一、森川修）を獲得
  - 2月、デイトナ24時間レース・GTUクラスに参戦し、クラス優勝（片山義美、寺田陽次郎、従野孝司）とクラス2位を獲得、総合で5位、6位に入賞[35][36][37]。
  - 6月、ル・マン24時間レースに13Bエンジンを搭載したRX-7・252iで出場するが、予選不通過[36][38]。
- 1980年、IMSA・GTUクラスでマニュファクチャラーズタイトルを獲得[38][37]。
- 1981年
  - 6月、ル・マン24時間レース・IMSAクラスにRX-7・253で出場、予選を通過するが決勝でマシントラブルによりリタイアする[36][38]。
  - 同月、スパ・フランコルシャン24時間レースで総合優勝[38]。
  - 同月、IMSA・GTUクラスでマニュファクチャラーズタイトルを獲得[38]。
  - 同月、トム・ウォーキンショー・レーシングがラリー用に改造したRX-7がイギリスRACラリーに出場[38][39]。
- 1982年
  - 6月、ル・マン24時間レース・IMSAクラスにRX-7・254で出場、82号車（寺田陽次郎、従野孝司、アラン・モファット）が総合14位で初完走した[36][38]。
  - 11月、WRC最終戦RACラリーに出場[38]。
- 1984年
  - 2月、デイトナ24時間レース・GTOクラスに出場[38]。
  - 6月、IMSA・GTUクラスで史上初の5年連続マニュファクチャラーズタイトル獲得[38]。
- 1985年
  - 5月、WRCアクロポリス・ラリーで総合3位、6位入賞[38]。
  - 8月、IMSA・GTUクラスでRX-7が通算67勝を達成し、ポルシェが保持していた単一車種最多優勝記録を更新[36][38]。

### FC3S

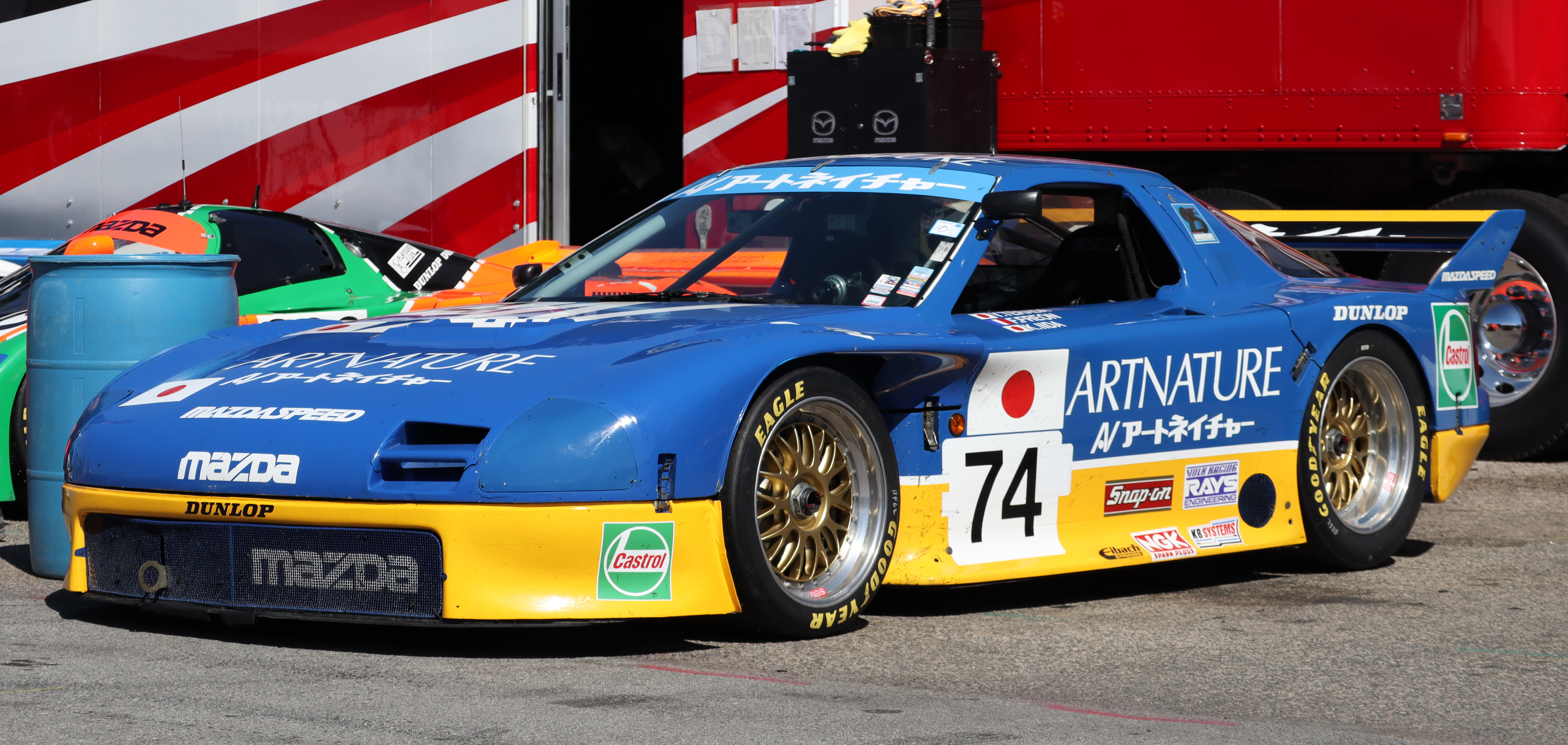
マツダ・RX-7 GTO（1994年）

- 1986年、 ユタ州、ボンネビル・ソルトフラッツで行われる「ボンネビル・スピードウィーク」に米カー・アンド・ドライバー誌とのジョイントプログラム「レーシングビート」として参加。最高速381.4km/hを達成し、クラス記録を更新[40]。
- 1990年
  - 2月、デイトナ24時間レース・GTOクラスで4ローターエンジンを搭載したRX-7が2位入賞[38][40]。
  - 9月、IMSAシリーズで通算100勝目を達成[41][38]。
- 1994年
  - 6月、ル・マン24時間レース・GTSクラスにRX-7 GTOで出場、74号車が総合15位[42]。

### FD3S
- 1992年

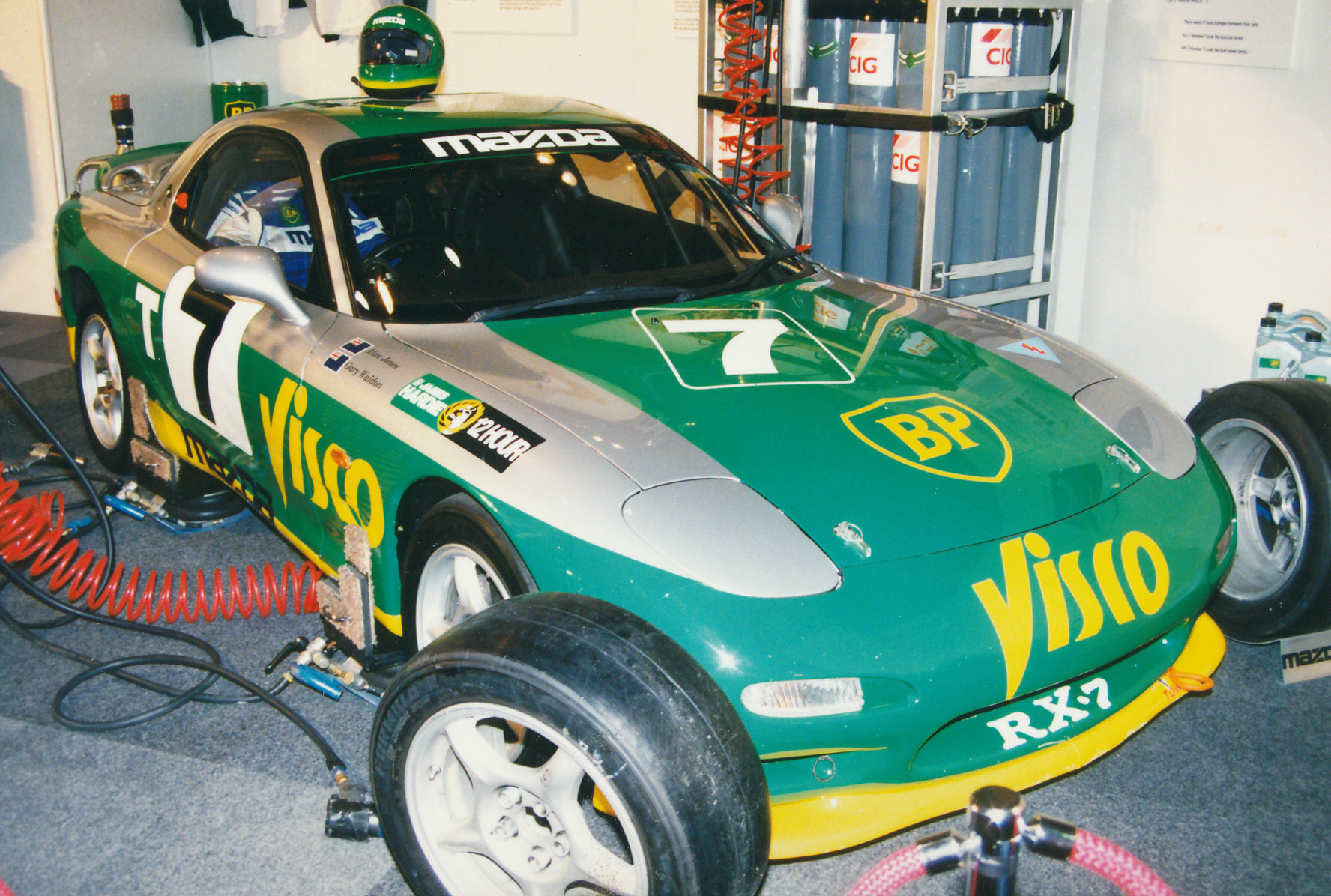
バサースト12時間耐久レース参戦車（1993年）

  - 2月、デイトナ24時間レースでGTU優勝[38]。
  - 4月、バサースト12時間耐久レースで総合優勝[38]。
- 1993年
  - 1月、デイトナ24時間レースでGTU優勝[38]。
  - 4月、バサースト12時間耐久レースで総合優勝[38]。
- 1994年
  - 4月、バサースト12時間耐久レースで総合優勝[38]。
- 1995年、「ボンネビル・スピードウィーク」に「レーシングビート」として参加、最高速385.6km/hを達成し、クラス記録を更新[40]。
- 全日本GT選手権→SUPER GTにおいては、RE雨宮レーシングがGT300クラスに2010年まで[43]、オークラロータリーレーシングが1999年まで参戦した[44][45][46][47][48][49][50][51][52][53]。
- D1GP→RE雨宮が2004年から参戦中

## 車名の由来
「R」が「ロータリーエンジン」、「X」が「未来を象徴する記号」を表し、「ロータリー・スペシャリティ」とも表現される。「7」は「マツダ内での車格番号」を意味する。RXの車名を採用した車種は2、3、4、5が存在したが、日本国内向け車種でRXを使用したのは当車が初めてであり、後継の8も同様となった。

## パーツ供給とレストア
RX-7は2002年8月を最後に製造されておらずパーツの枯渇が心配された。そのため2020年12月17日、いくつかのパーツを復刻生産することになった。また、レストアサービスの開始も予定されている。